# فهرست ارمنی‌های ایالات متحده آمریکا
این فهرستی از ارمنی‌های آمریکا سرشناس از جمله
This is a list of notable , including both original immigrants who obtained American citizenship and their American descendants. Armenian Americans are people born or raised in the United States, or who reside there, with origins in the country known as Armenia, which ranges from the Caucasian mountain range to the Armenian plateau.
بوستون، دیترویت و منطقه کلان‌شهری نیویورک
There has been sporadic emigration from Armenia to the U.S. since the late 19th century, with the biggest influx coming after the نسل‌کشی ارمنی‌ها of the early 20th century. The largest community in the United States is based in لس آنجلس؛ however, other sizable communities exist in -.
آمارهای سرشماری ۲۰۰۰ ایالات متحده آمریکا
Statistics from the -, there are 385,488 Americans indicated either full or partial Armenian ancestry.

## فرهنگستان
- دارون عجم‌اوغلو، اقتصاددان در مؤسسه فناوری ماساچوست[۴]
- ویگن بابیکیان، استاد در دانشکده پزشکی دانشگاه بوستون
- پیتر بالاکیان، استاد علوم انسانی در دانشگاه کولگیت
- پل بوقوسیان، استاد فلسفه در دانشگاه نیویورک
- پیتر بوقوسیان، استاد پیشین فلسفه
- آرام چوبانیان، رئیس دانشکده پزشکی دانشگاه بوستون
- ریچارد دکمجیان، استاد در دانشگاه کالیفرنیای جنوبی
- جیمز در-دریان، انستیتو واتسون استاد مطالعات بین‌الملل و علوم سیاسی در دانشگاه براون
- پیش‌نویس:ادوارد گولیان، استاد آسیب‌شناسی در en:Oklahoma State University Center for Health Sciences
- پیش‌نویس:هراچ گریگوریان، نویسنده و teacher on international conflict management و post-conflict peace building
- وارتان گریگوریان (۱۹۳۴–۲۰۲۱)، رئیس پیشین دانشگاه براون و بنیاد کارنگی، ‘savior’[۵] کتابخانه عمومی نیویورک
- پیش‌نویس:ادگار هوسپیان، جراح مغز و اعصاب، بازنشستگی افتخاری of neurosurgery در کالج پزشکان و جراحان دانشگاه کلمبیا، و co-بنیانگذار Fund for Armenia (FAR)
- پیش‌نویس:مارجوری هوسپیان دوبکین (۱۹۲۲–۲۰۱۳)، استاد زبان انگلیسی در کالج بارنارد و مؤلف.
- ریچارد هووانسیان، استاد تاریخ ارمنیان در دانشگاه کالیفرنیا، لس آنجلس
- en:Raffi Indjejikian، استاد حسابداری دانشگاه میشیگان
- en:Joseph Albert Kechichian، مؤلف
- مارک گریگوریان (کنشگر)، مدیر اجرایی مرکز مطالعات مهاجرتی
- رابرت مهرابیان، رئیس دانشگاه کارنگی ملون
- Gevork Minaskanian، استاد شیمی آلی در دانشگاه ویرجینیا کامنولث
- Josh Pahigian، استاد علوم انسانی جهانی در دانشگاه نیو انگلند
- جرج پیرانیان، استاد ریاضیات در دانشگاه میشیگان
- en:Barbara Sahakian، استاد عصب‌روان‌شناسی بالینی در دانشگاه کمبریج
- پیش‌نویس:مارک سارویان، استاد مطالعات شورویو در دانشگاه هاروارد و دانشگاه کالیفرنیا، برکلی
- هارولد تاکوشیان، روان‌شناس و استاد در دانشگاه فوردهام

ارمنی-آمریکایی‌ها در  academia
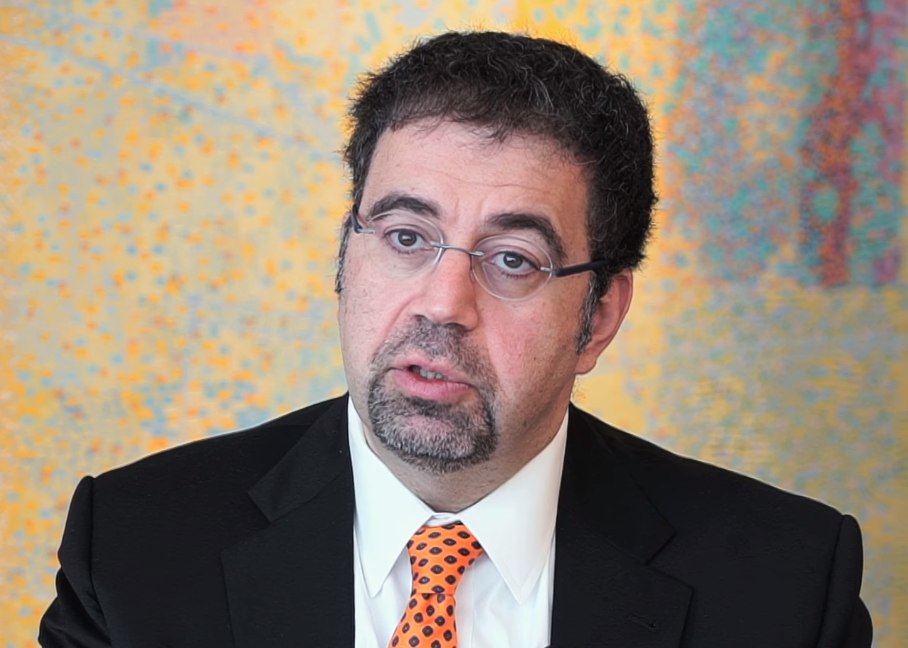
دارون عجم‌اوغلو
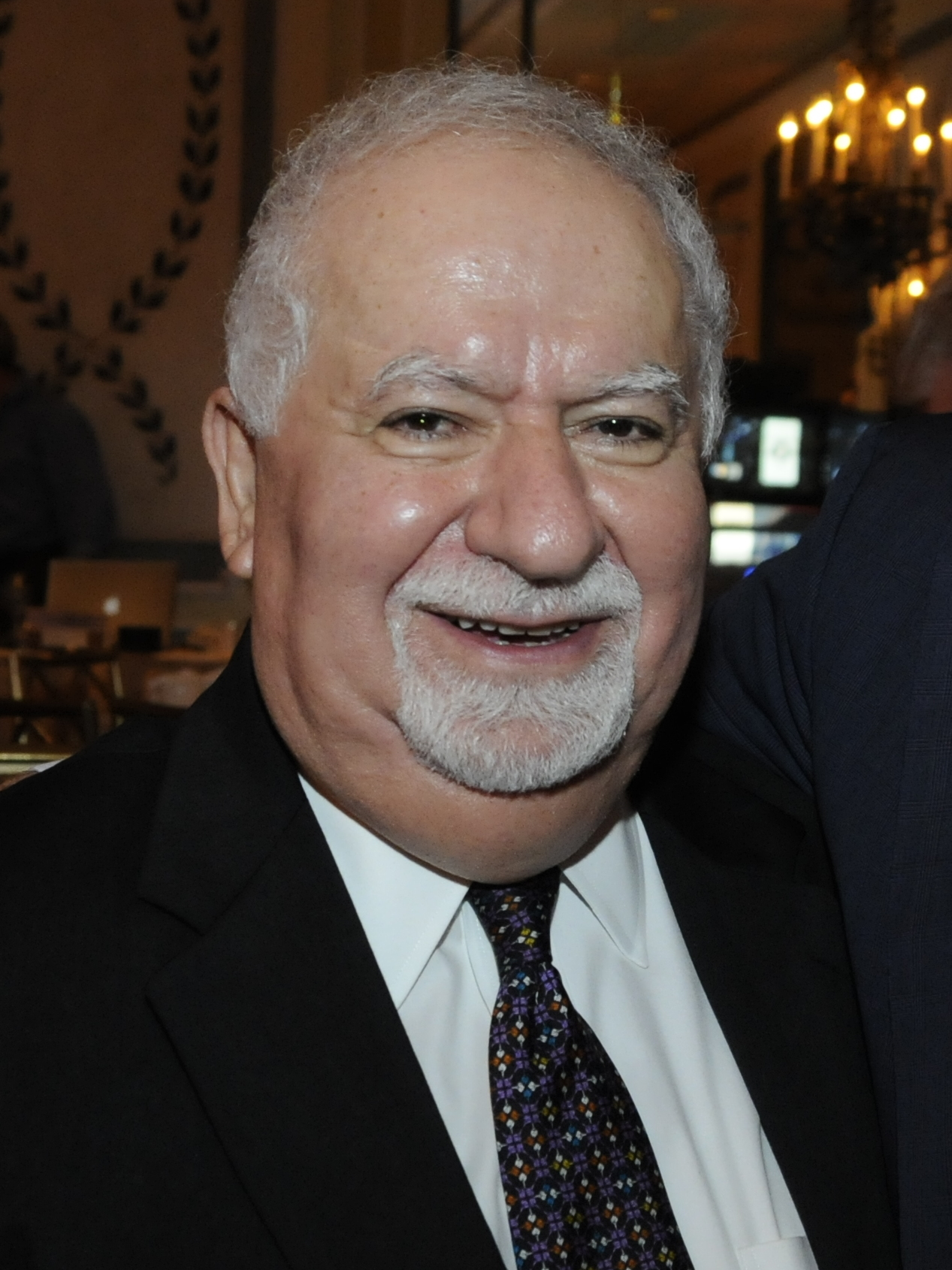
وارتان گریگوریان
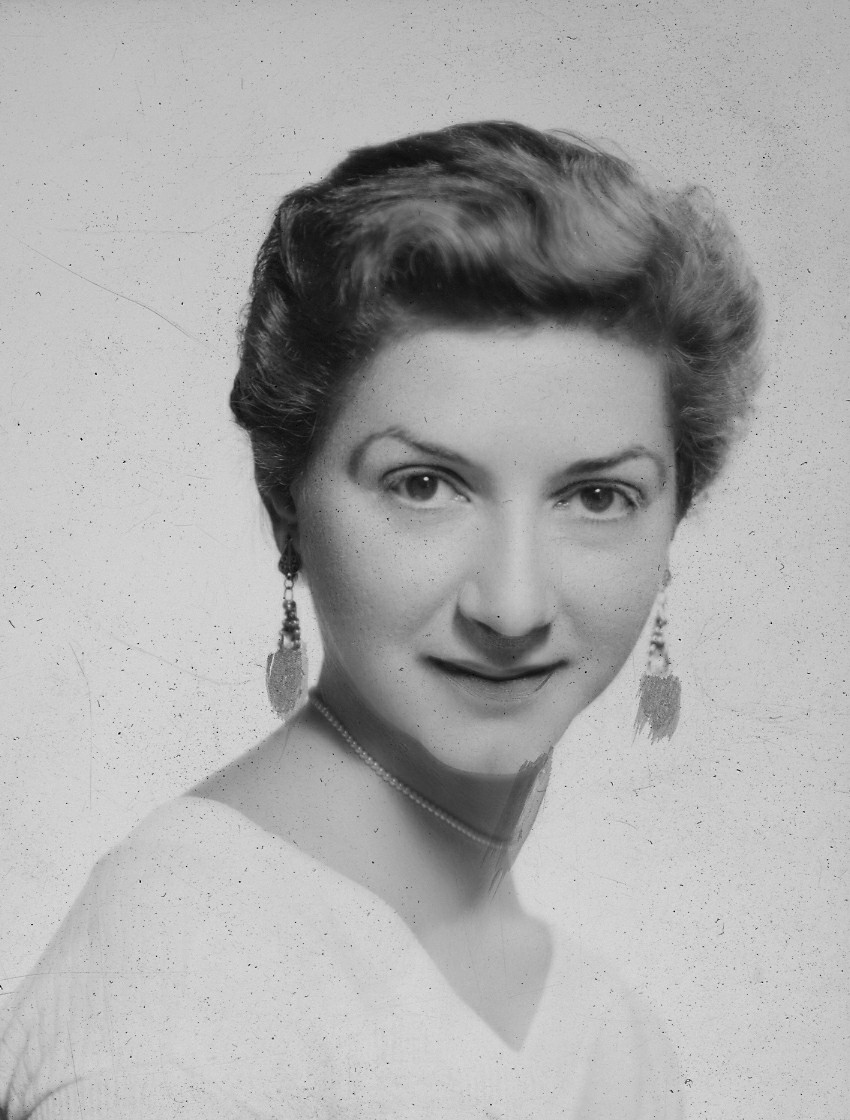
مارجوری هوسپیان دوبکین
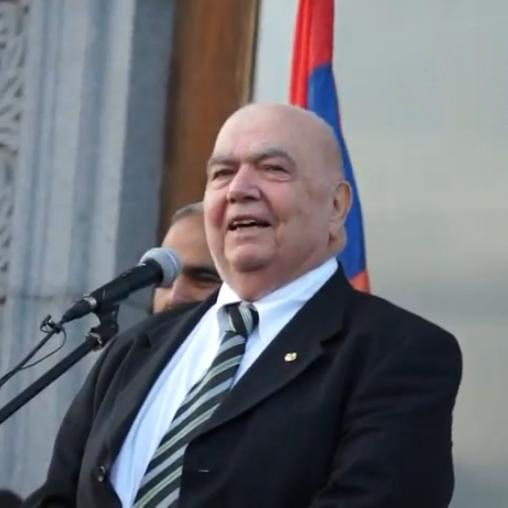
ریچارد هووانسیان

## کنشگری
- باب آواکیان، کنشگر سیاسی و رئیس حزب کمونیست انقلابی آمریکا
- چز بونو، ال‌جی‌بی‌تی rights کنشگر و reality show personality (mixed origin، پسر هنرپیشه/خواننده شر)
- مارک گریگوریان، immigration-reform کنشگر
- آنیتا سارکیسیان، کانادایی-آمریکایی، فمینیست مطالعات رسانه‌ای

## هنرپیشه‌ها، مدل‌ها، سرگرمی‌سازان
- ماری رز آبوسفیان، هنرپیشه
- پیش‌نویس:پل آبراهامیان، reality television personality
- جیمز آدومیان، هنرپیشه و استندآپ کمدین
- کی آرمن، هنرپیشه تلویزیون، سینما و تئاتر
- وال آوری، هنرپیشه
- ریچارد باکالیان، هنرپیشه
- آدرین باربو، هنرپیشه (مادر ارمنی‌تبار بود)[۱۷][۱۸][۱۹][۲۰]
- روآن بلانشارد، هنرپیشه، paternal great-grandmother was an Armenian from present-day Syria
- اریک بوگوسیان، نمایش‌نامه‌نویس و performance artist[۲۱]
- دن بیلزریان، Internet personality
- کریستی کانیون، هنرپیشه فیلم‌های بزرگسالان (پدر ارمنی)
- آرتور ادموند کرو (۱۸۸۴–۱۹۳۷)، Armenian-born American هنرپیشه در عصر سینمای صامت و ابتدای سینمای ناطق
- شر، خواننده و هنرپیشه
- مایک کانرز، هنرپیشه تلویزیونی[۲۲]
- پیش‌نویس:لئون دانیلیان، first U.S. -born ballet dancer to reach international recognition
- آنیتا تاریان، خواننده و هنرپیشه
- دیوید دستمالچیان، هنرپیشه
- کن داویتیان، هنرپیشه
- پیش‌نویس:جرج دوران، آشپز و سرگرمی‌ساز
- ناز ادواردز، هنرپیشه
- کالتن فرد،: هنرپیشه پیشین همجنس‌گرای مرد فیلم‌های پورنو؛ خواننده
- سایریندا فاکس، مدل و هنرپیشه
- ارلن فرنسیس، هنرپیشه[۲۳]
- ویکتور فرنچ، prolific character هنرپیشه، مادر ارمنی
- مایکل ای. گورجیان، هنرپیشه و فیلم‌ساز[۲۴]
- سید هیگ، هنرپیشه[۲۵]
- الکساندرا هدیسون، هنرپیشه و کارگردان
- دیوید هدیسون، هنرپیشه
- دانیل جانیکیان، هنرپیشه و بازیکن پیشین بابسلد
- کلویی کارداشیان، ستاره تلویزیونی واقع‌نما, سلبریتی، کارآفرین socialite، و مدل
- کیم کارداشیان، ستاره تلویزیونی واقع‌نما، socialite، مدل، کارآفرین تهیه‌کننده، و هنرپیشه
- کورتنی کارداشیان، ستاره تلویزیونی واقع‌نما، سلبریتی, socialite، و مدل
- راب کارداشیان، ستاره تلویزیونی واقع‌نما، کارآفرین
- سیلوا کلگیان، هنرپیشه
- مارکو خان، هنرپیشه
- جو منگنیلو، هنرپیشه؛ مادربزرگ مادری ارمنی‌تبار بود
- آندره‌آ مارتین، comedian[۲۶]
- ادی مکا، هنرپیشه
- سونا موسسیان، پادکست‌ساز و executive assistant to کونان اوبراین
- اریک پالادینو، هنرپیشه (مادر ارمنی)
- دیران سارافیان، هنرپیشه
- آنجلا سارافیان، هنرپیشه
- لوسی سارویان، هنرپیشه، عکاس
- آدام جی. سوانی، هنرپیشه
- آکیم تامیروف، هنرپیشه[۲۷]
- کالی تورن، هنرپیشه
- میا تایلر، plus-size مدل
- میشل وارتان، هنرپیشه؛ great-grandfather پدری ارمنی‌تبار بود
- دیتا ون تیز، هنرمند بورلسک، مدل، و هنرپیشه؛ مادربزرگ پدری‌اش ارمنی‌تبار بود
- جفری زاکاریان، سلبریتی آشپز، television personality, Iron آشپز، restaurateur، و مؤلف

Armenian American actors and models
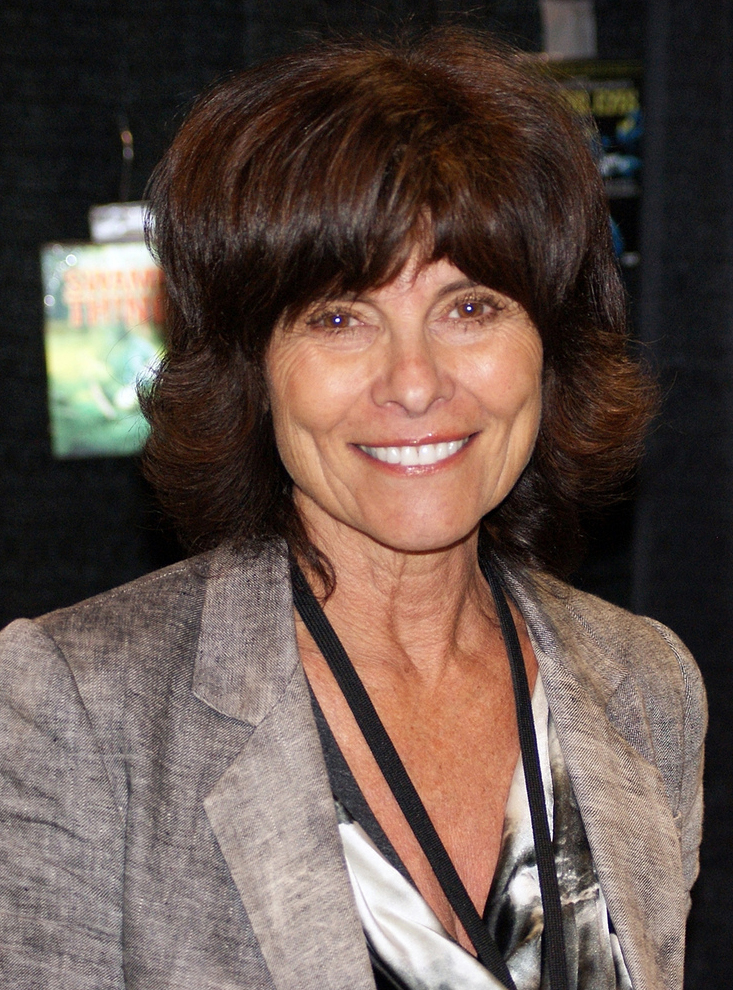
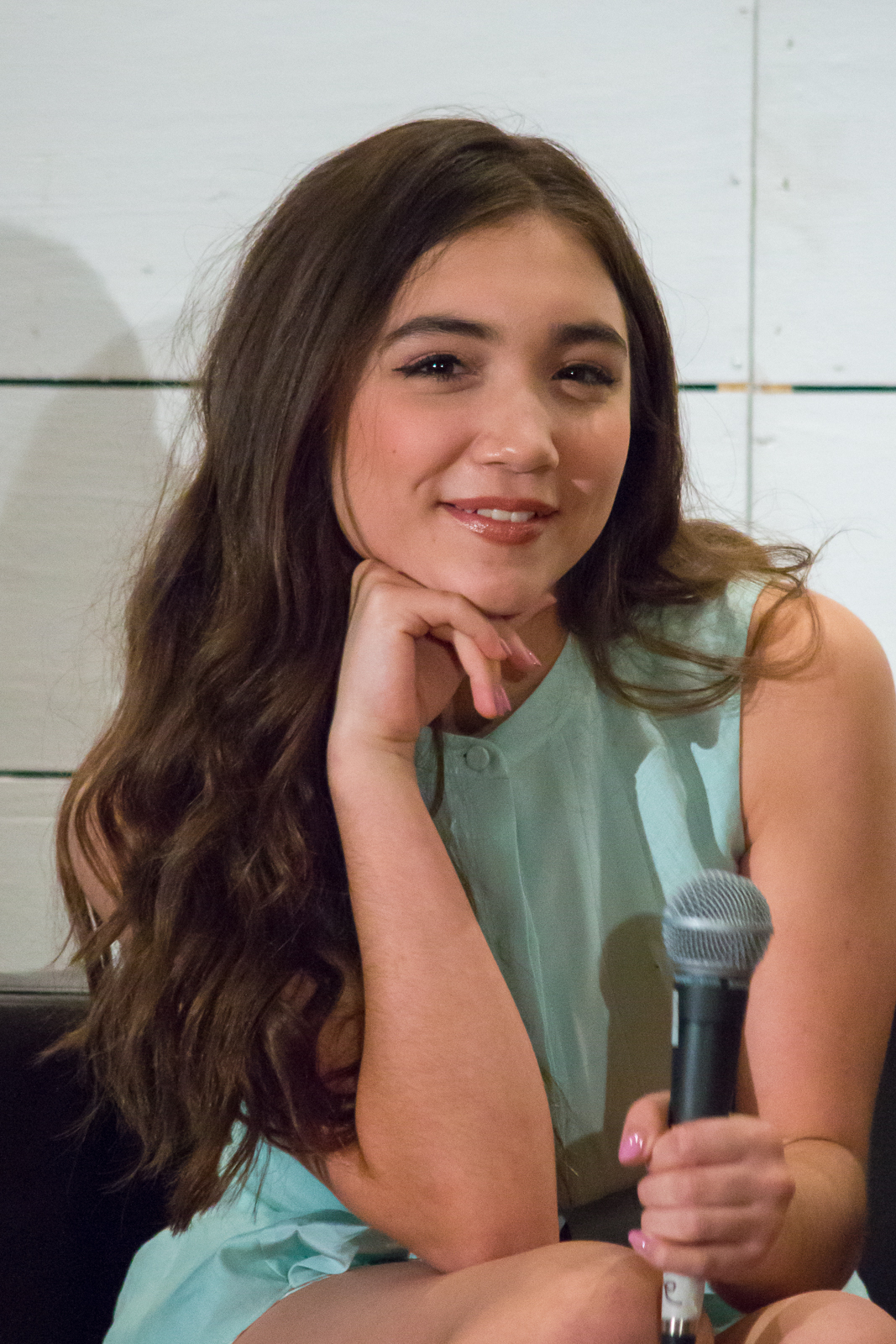
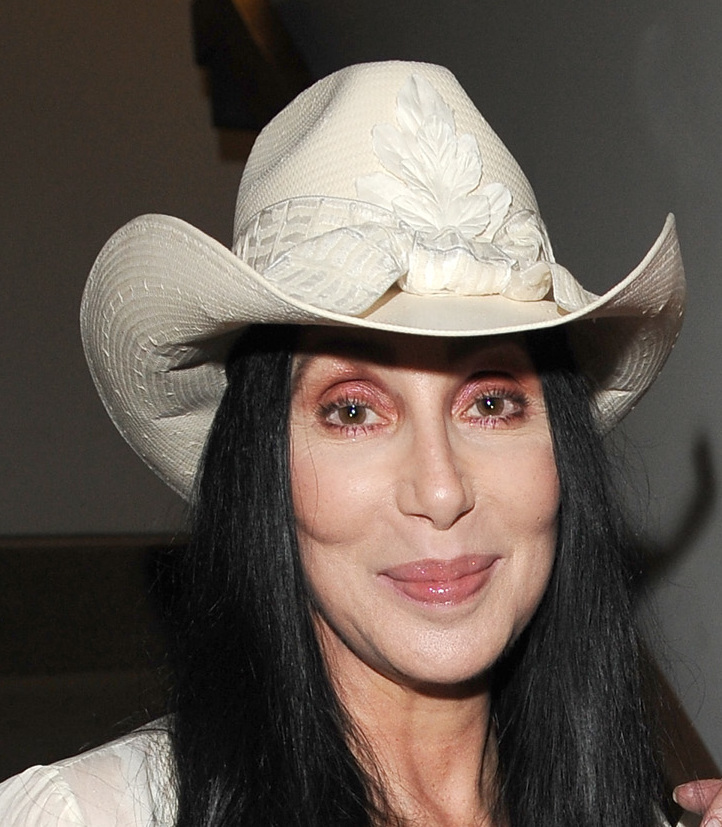
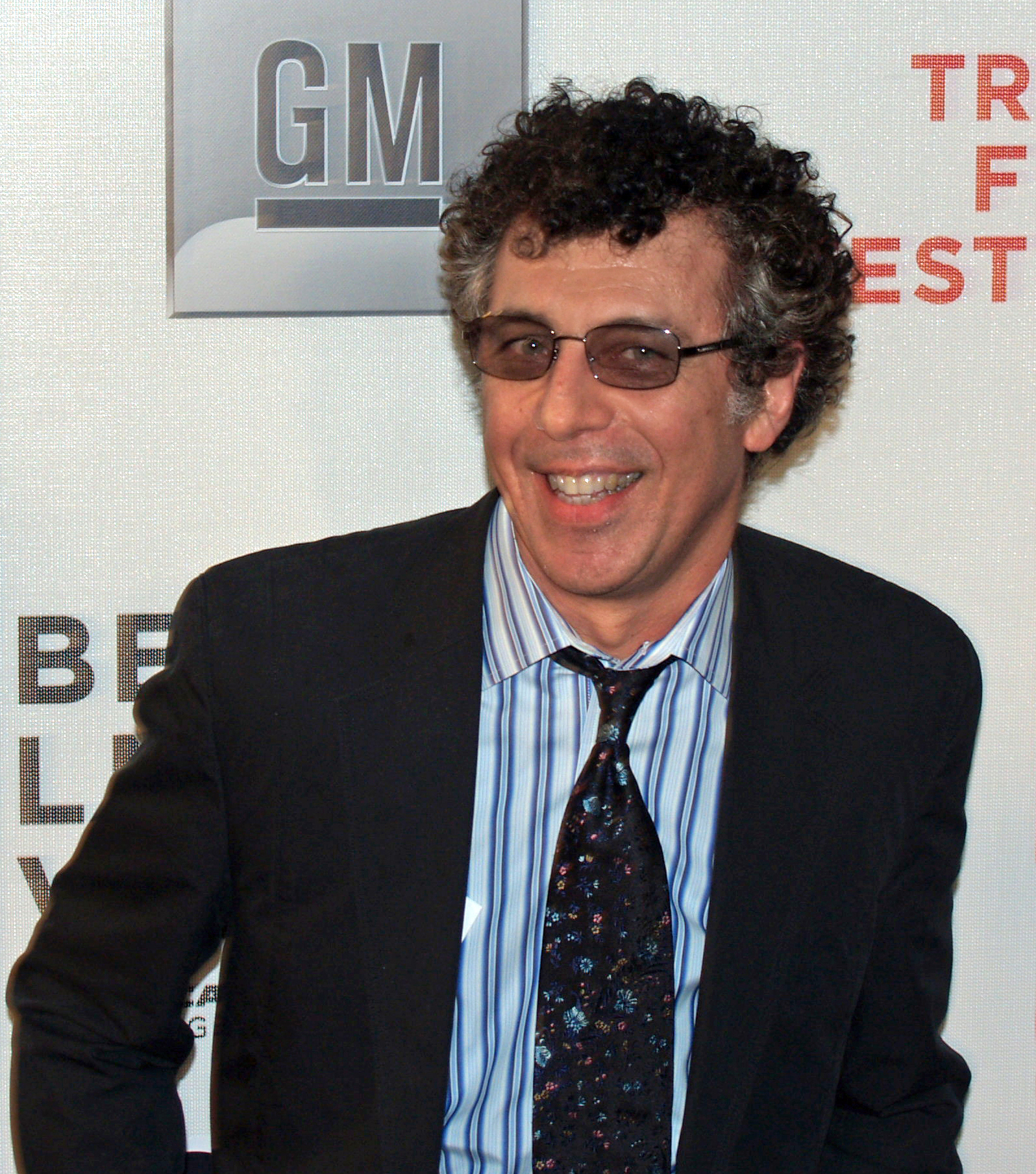
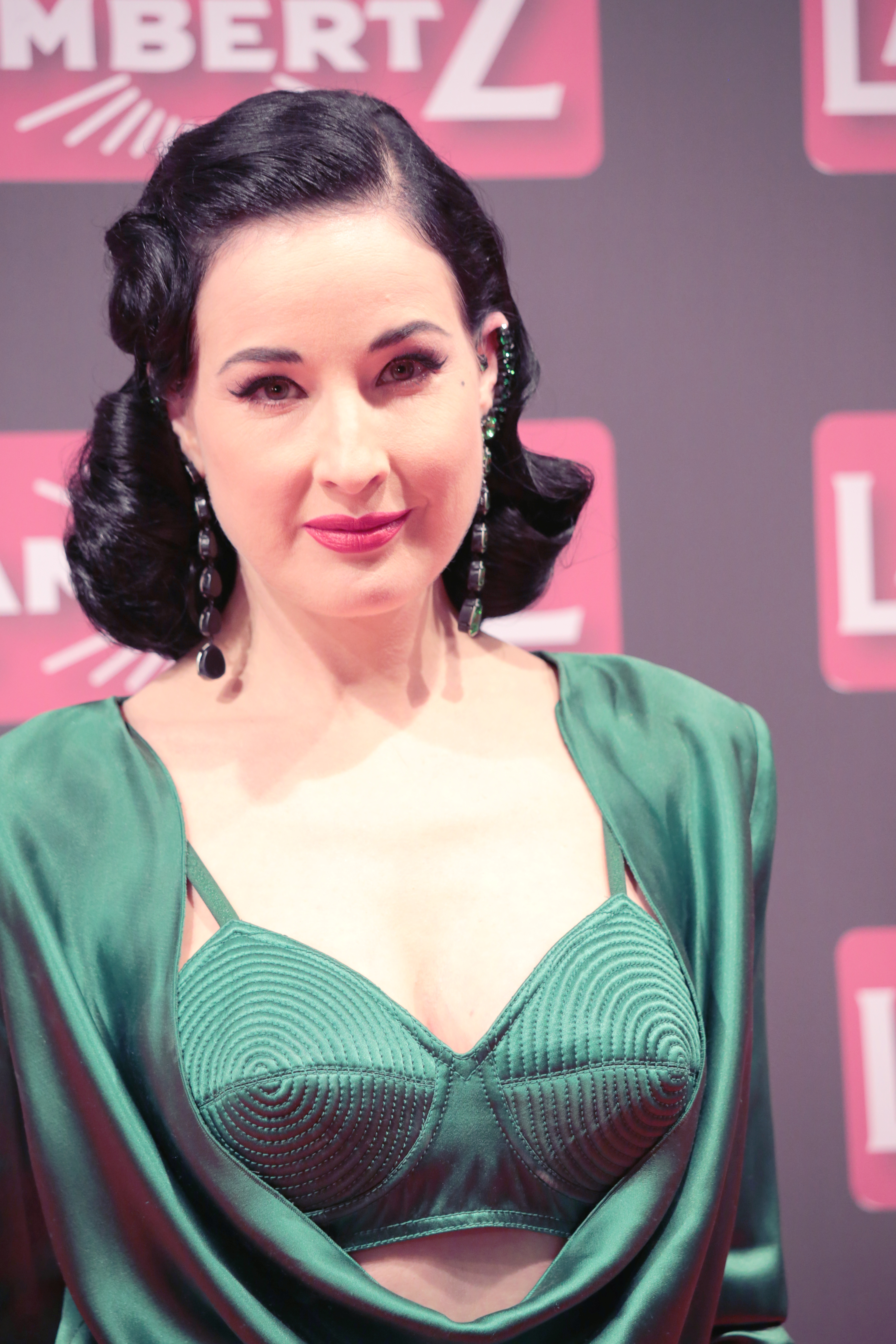
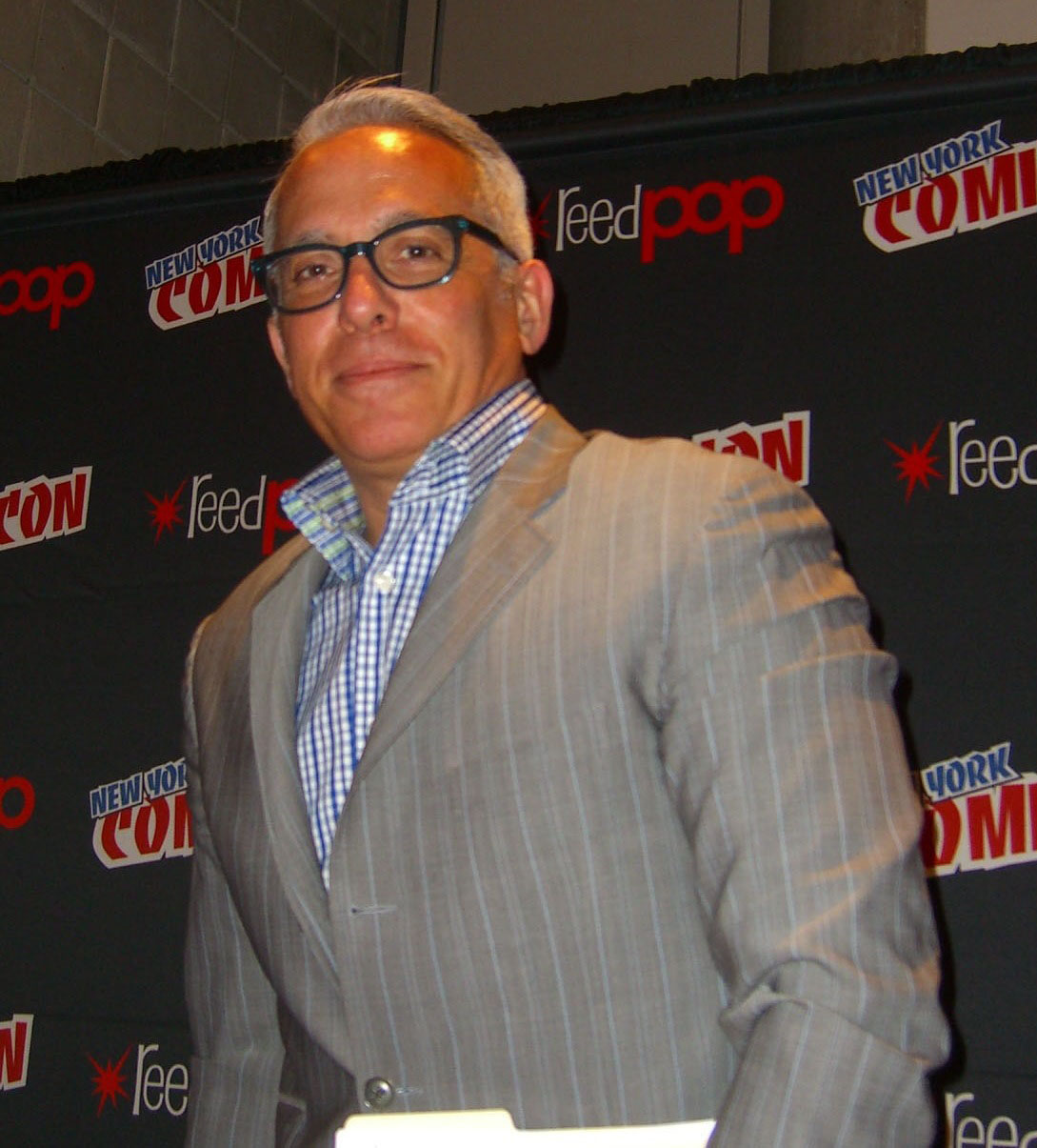

## هنر، طراحی
- پیش‌نویس:دن پانوسیان، هنرمند کتاب کامیک
- پیش‌نویس:آبو آوتیسیان، فیلم‌ساز، نقاش، عکاس، و نویسنده
- ادوارد آودیسیان، نقاش
- گرگ کوستیکیان، طراح بازی
- پیش‌نویس:ایوان دمیتری، عکاس
- پاتریسیا فیلد، طراح لباس و طراح مد
- آرشیل گورکی، نقاش
- پیش‌نویس:گالوست گودل، نقاش
- تیگران کلکیان، مجموعه‌دار هنری
- لودویگ ماکتاریان، نقاش
- روبن ناکیان، مجسمه‌ساز
- هایک پاتیکیان، مجسمه‌ساز
- دنیس پتروسیان، نقاش
- آرتور پیناجیان، خالق کتاب کمیک و هنرمند
- هوسپ پوشمان، نقاش
- واراز سامولیان، مجسمه‌ساز
- ساکو شاهینیان، نگارگر
- آلینا مناتساکانیان، هنرمند تجسمی

ارمنی-آمریکایی‌ها در  art and design
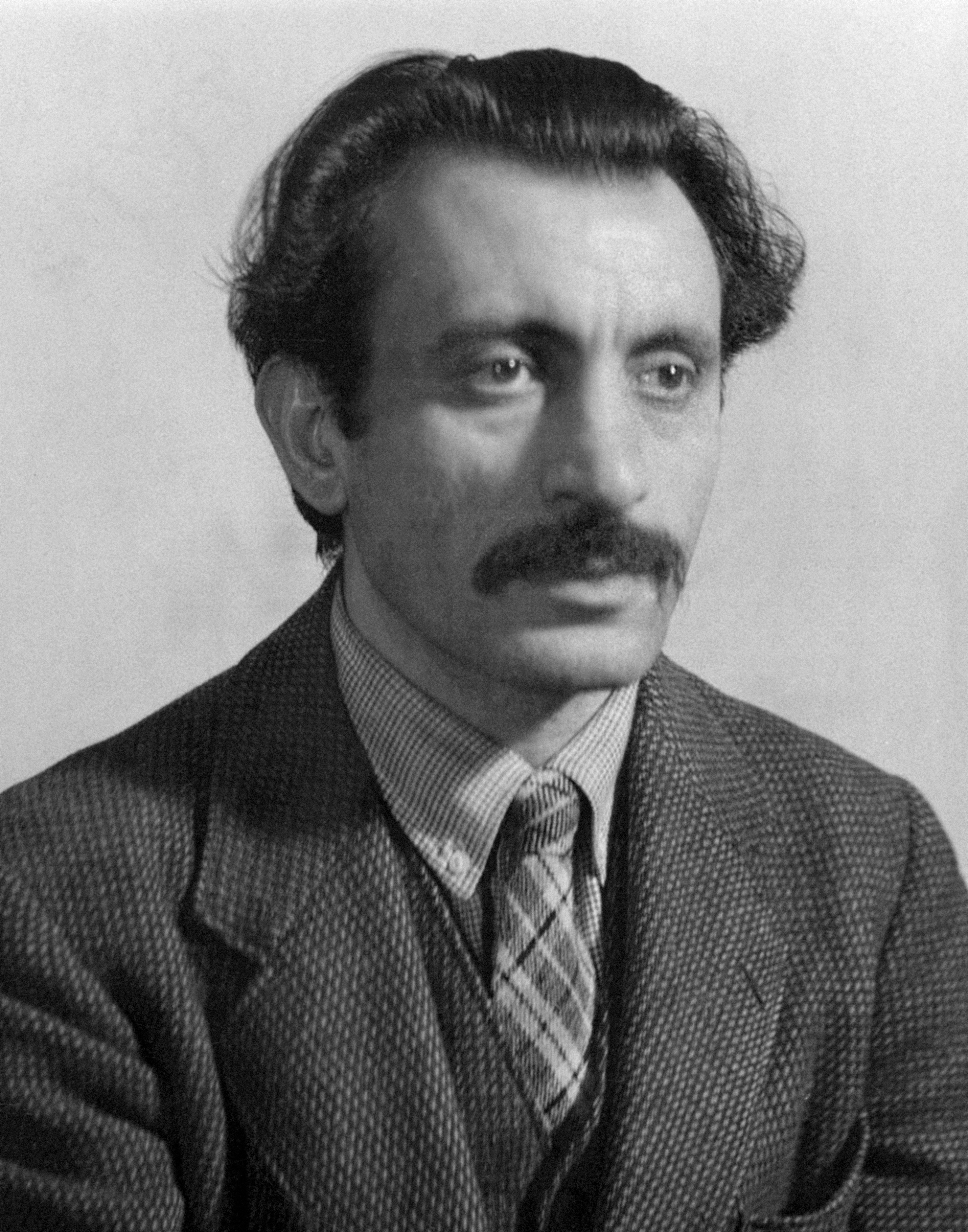
آرشیل گورکی
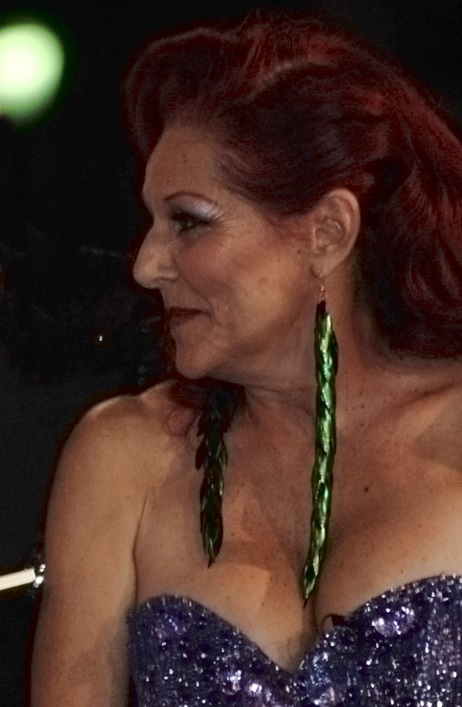
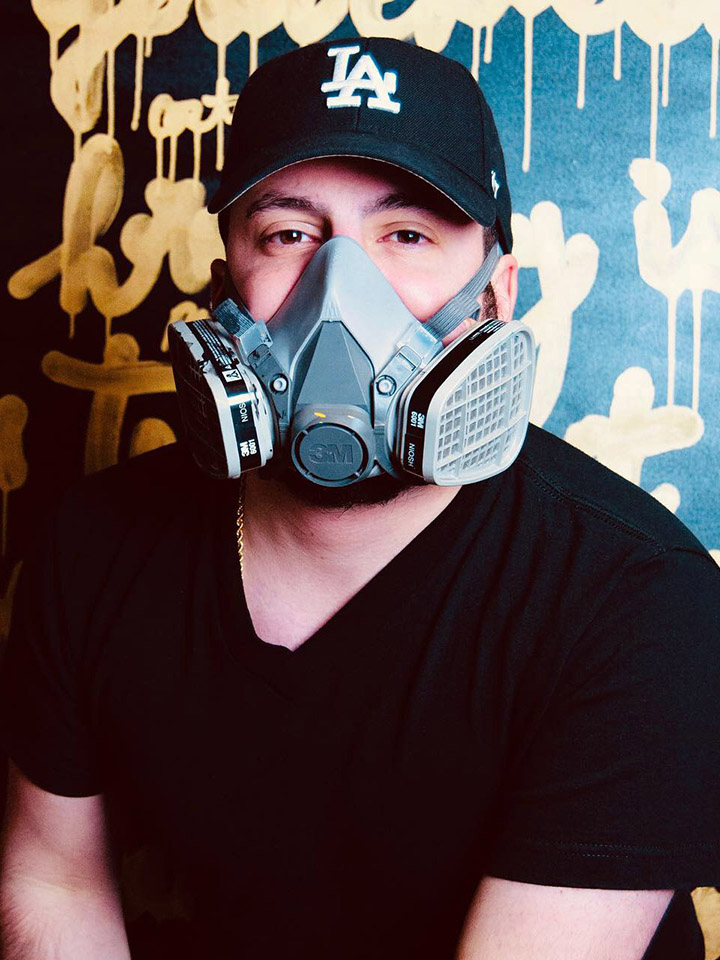
آبو آوتیسیان
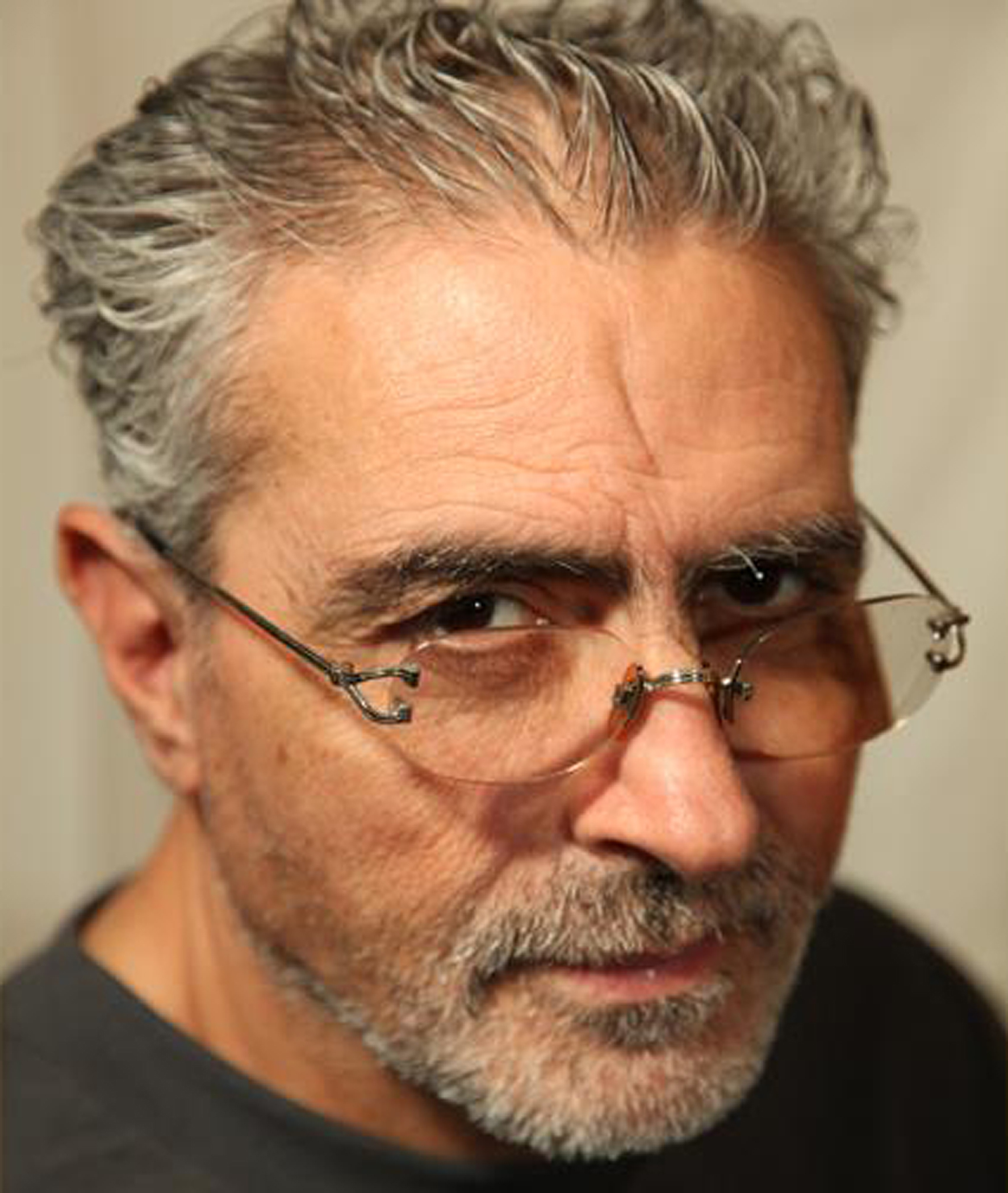
گالوست گودل

## معماران
- میهران مسروبیان، معمار
- میشل موسسیان، معمار

## بانکداری و دارایی
- چارلز آجمیان، investment banker
- en:Granger K. Costikyan, بانکدار سرمایه‌گذاری در Brown Brothers Harriman
- ریچارد دونچیان، financial analyst
- واهان جانجیکیان، financial officer، مؤلف، instructor در دانشگاه‌ها
- پل قازاریان، سرمایه‌گذار

## تجارت
- سارگیس هاکوبیان، founded the Acopian Technical Company
- واهه آقابگیانس، سرگرمی‌ساز
- نوبار آفه‌یان، co-بنیانگذار مدرنا
- گارو آرمن، مدیر عامل اجرایی اجنوس
- اگوستوس باربر، بنیانگذار Barber Foods
- en:John Berberian، سرگرمی‌ساز
- آرمن برجیکلی، مدیر عامل اجرایی و بنیانگذار Kanjoya و Experience Project
- ایان برمر، رئیس و بنیانگذار گروه اوراسیا
- چارلز بیلزیکیان، co-بنیانگذار Christmas Tree Shops
- پیش‌نویس:پل بیلزریان، کارآفرین ارمنی-آمریکایی
- گغارد کافسجیان، سرگرمی‌ساز
- واهان شاملیان، سرگرمی‌ساز
- لری گاگوسیان، art dealer، و بنیانگذار Gagosian Gallery with 16 locations internationally
- پل کارمیریان، بنیانگذار PG cigars
- آرتور تی. گریگوریان، noted oriental rug merchant و مؤلف
- مارک هوپلامازیان، مدیر عامل اجرایی و رئیس هایت
- رازمیک هواگیمیان، co-founder و مدیر عامل اجرایی ویکی
- ژیرایر هونانیان، سرگرمی‌ساز
- گئورگ هووانیان، بنیانگذار هونانیان
- رونالد هوسپیان، مدیر عامل اجرایی IntraLinks و نوول
- استیون کنداریان، President, Chairman، و مدیر عامل اجرایی پیشین، مت‌لایف
- آرشاک کاراگیوزیان، co-بنیانگذار A & M Karagheusian
- آنا کازانجیان لانگوباردو، مدیر کارآفرین و مهندس
- کرک کرکوریان، سرگرمی‌ساز، casino mogul, considered to be یکی از "founding fathers" of Las Vegas[۲۹]
- بلیک گریگوریان، co-بنیانگذار Sling Media
- آلکس مانوکیان، بنیانگذار ماسکو
- جان ماتویان، رئیس فاکس و اچ‌بی‌او
- جان میراک، سرگرمی‌ساز
- en:David G. Mugar، سرگرمی‌ساز و philanthropist
- en:Stephen P. Mugar، بنیانگذار Star Market و بشردوست
- پیتر ناجاریان، اختیار معامله معامله‌گر، television personality, market analyst
- آلکسیس اوهانیان، Internet سرگرمی‌ساز، کنشگر و investor
- چارلی پاپازیان، founded the Association of Brewers
- Tro Piliguian en:Ogilvy (agency)، رئیس Ogilvy & Mather
- هنری دی. ساهاکیان، founder و مالک Uni-Mart
- آلکس سروپیان، بنیانگذار بانجی
- داویت شاکاریان، بنیانگذار جی‌ان‌سی
- آلکس یمنیجیان، former مدیر عامل اجرایی و رئیس مترو گلدوین مایر
- شرکت ایودیس زیلجیان، مدیر عامل اجرایی Zildjian
- روبرت زیلجیان، بنیانگذار سابین سیمبالز

ارمنی-آمریکایی‌ها در  business
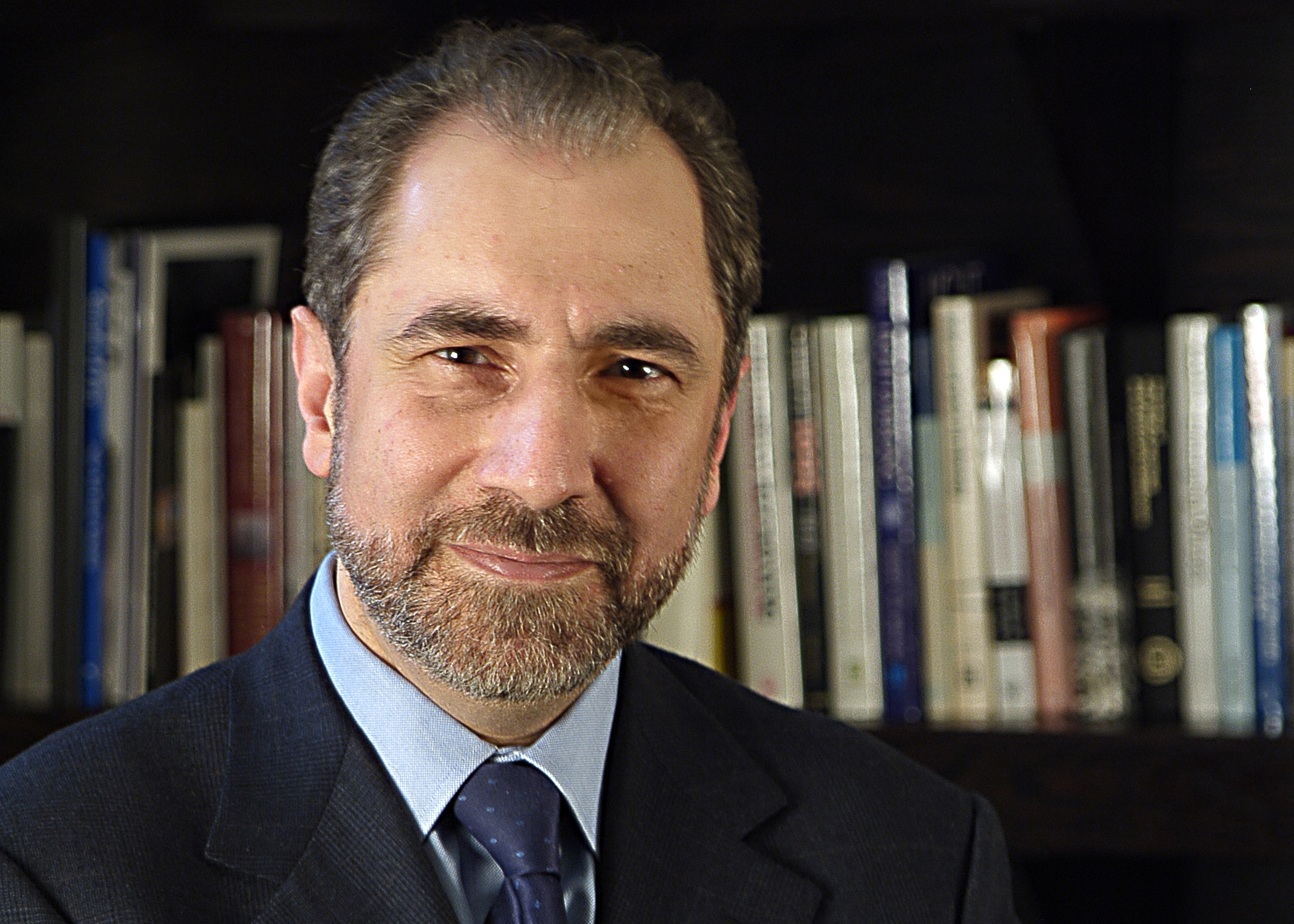
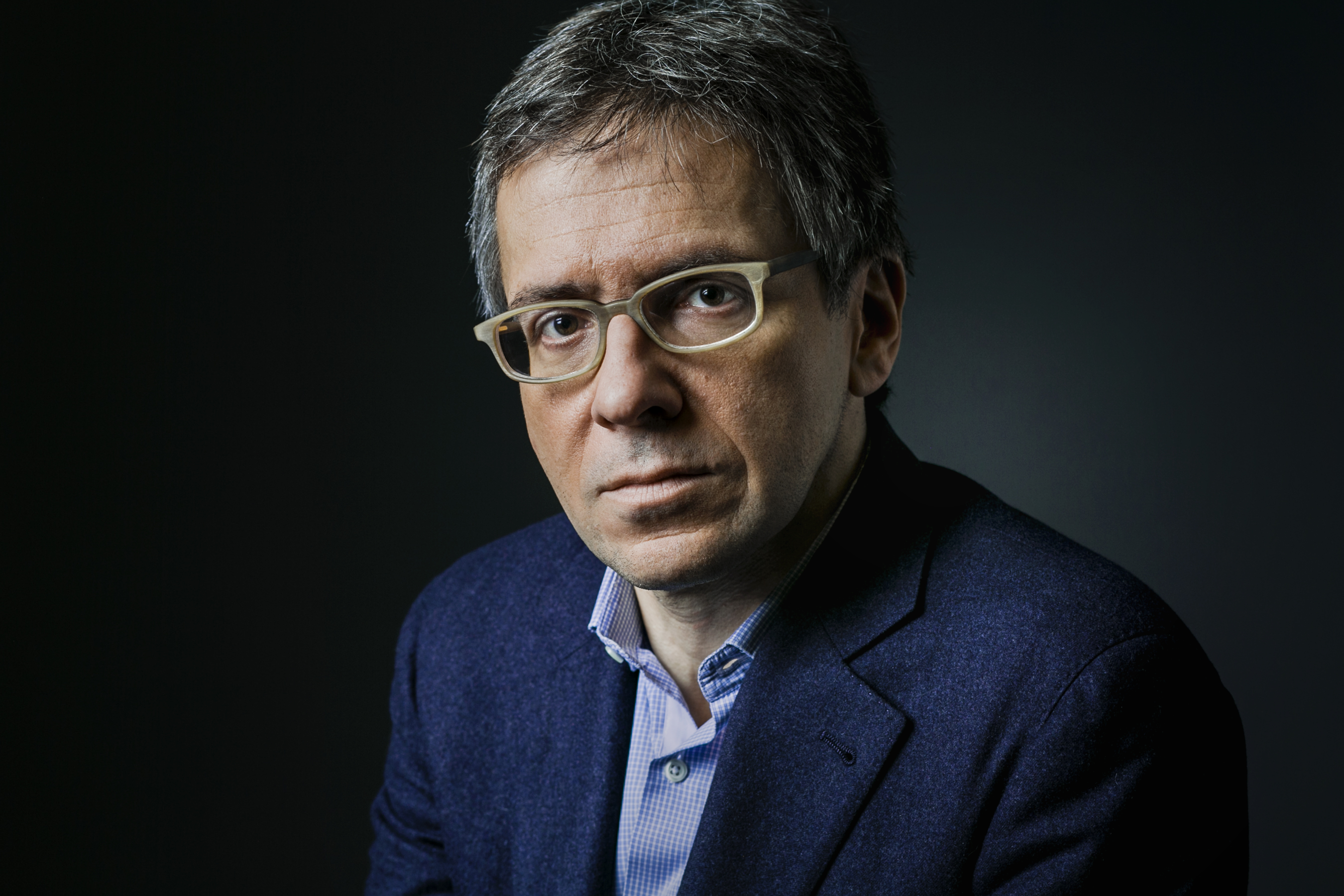
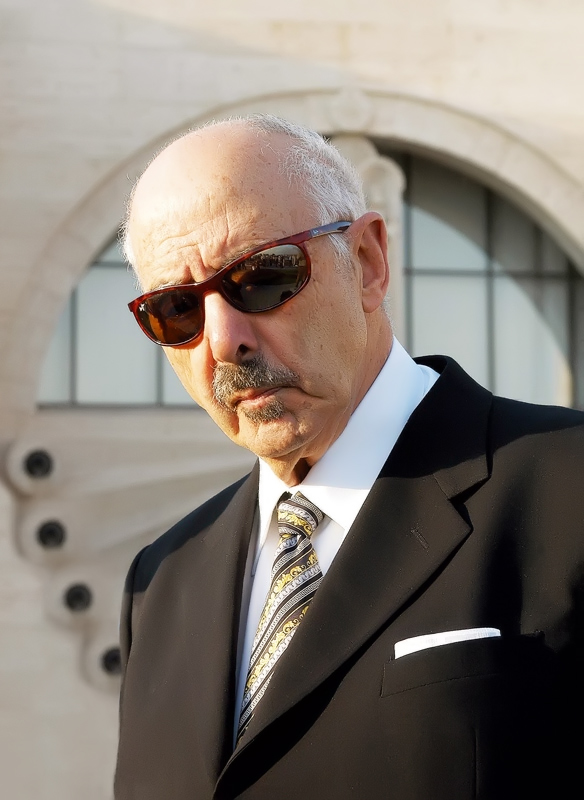
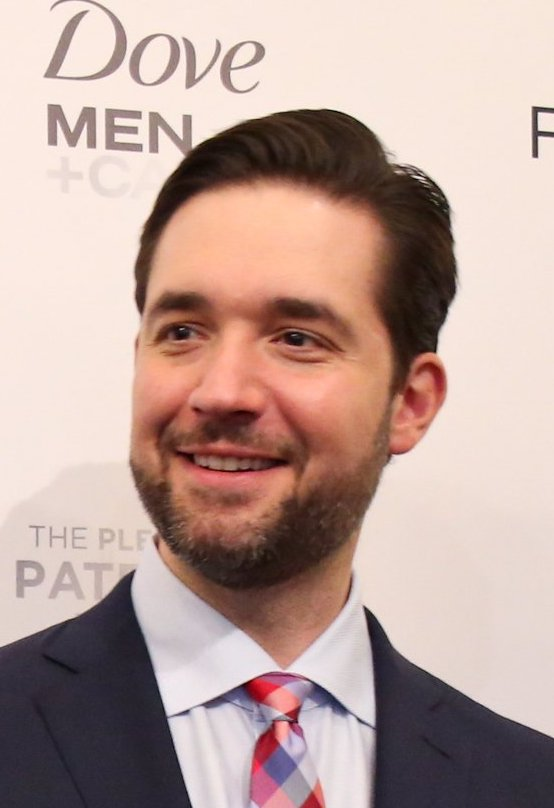
آلکسیس اوهانیان

## خانواده‌ها
- Mugar family، بوستون بزرگ، business و philanthropy[۳۱]
- Kardashian family of Los Angeles, entertainment and business

## فیلم‌سازان و پویانماها
- لیزا رز آبرامیان، فیلم‌نامه‌نویس
- en:Samuel Aroutiounian, talent agent، تهیه‌کننده سینما
- آرام آواکیان، کارگردان، تدوینگر
- راس باغداساریان جونیور، تهیه‌کننده فیلم، record تهیه‌کننده
- راس باغداساریان سینیور، نوازنده پیانو، خواننده، ترانه‌پرداز، هنرپیشه (معروف به David Seville)
- استیو دیلداریان، پویانما، creator of The Life and Times of Tim
- آتوم اگویان، کارگردان، فیلم‌نامه‌نویس، producter
- کارلا کاراپتیان، فیلم‌ساز
- برادران هیوز، کارگردان
- هوارد کازانجیان، تهیه‌کننده[۳۵]
- آلک کشیشیان، کارگردان
- روبن مامولیان، کارگردان[۳۶]
- هایک پی. مانوکیان، تهیه‌کننده سینما، استاد film at New York University, major early influence for many filmmakers such as Martin Scorsese
- مارتیک مارتین، فیلم‌نامه‌نویس
- لوون مکردجیان، کارگردان
- تونی پطروسیان، کارگردان
- دیران سارافیان، کارگردان تلویزیونی
- کاترین سارافیان، دستیار تهیه‌کننده سینما
- ریچارد سی سارافیان، کارگردان سینما و تلویزیون
- تانیا سقاچیان، تهیه‌کننده سینما
- میشل وارتان، هنرپیشه سینما و تلویزیون
- فرانسیس وبر، فیلم‌نامه‌نویس
- استیون زایلیان، نویسنده و کارگردان[۳۷]
- اریک ایسرائلیان، تهیه‌کننده
- سو اوهانیان، تهیه‌کننده سینما و فیلم‌نامه‌نویس
- ناتالی کسابیان، تهیه‌کننده سینما

## روزنامه‌نگاری
- مایکل جی. آرلن، staff writer for نیویورکر
- بن باغدیکیان، سردبیر پیشین واشینگتن پست
- داویت بارسامیان، radio broadcaster و روزنامه‌نگار
- سرگئی دولاتوف، ستون‌نویس، contributed to نیویورکر
- پیش‌نویس:جان کاراپتیان، radio personality, host of Open House Party
- دیوید ایگناتیوس، associated editor واشینگتن پست
- آنا گاسپاریان، co-host تاک‌شو ترکان جوان
- آرمن کتیان، chief investigative correspondent for سی‌بی‌اس نیوز
- پیش‌نویس:باب گوویان، nationally syndicated morning radio talk show host
- نیکلاس کریستوف، correspondent for نیویورک تایمز
- تیم کیورکجیان، گزارشگر در ای‌اس‌پی‌ان
- واغو مورادیان، ویراستار پیشین for Defense News correspondent for Defense & Aerospace Report
- استرابری سارویان، روزنامه‌نگار، نیویورک تایمز
- لارا ستراکیان، روزنامه‌نگار و تحلیگر سیاسی، بلومبرگ تلویژن و ای‌بی‌سی نیوز
- جنت شاملیان، news correspondent for ان‌بی‌سی نیوز
- راجر تاتاریان، senior VP یونایتدپرس اینترنشنال
- فیلیپ ترزیان، ویراستار ادبی ویکلی استاندارد
- اسکوت توفانگجیان، photojournalist
- مت واسگرسیان، sportscaster و میزبان
- پیش‌نویس:آنیتا ووگل، news reporter for فاکس نیوز

## حقوق
- ساموئل در-یغیایان، United States federal judge for the Northern District of Illinois
- پیش‌نویس:چارلز گاری، civil rights/وکیل مدافع کیفری
- مارک گراگوس، وکیل مدافع
- رابرت کارداشیان، وکیل مدافع
- Marsha Kazarosian, attorney handling high-profile cases
- کارو مارتیروسیان، plaintiff attorney involved in civil rights, product liability، و personal injury cases
- بیل پاپاریان، criminal defense attorney
- پیش‌نویس:رابرت پیلیبوسیان، ۳۸مین دادستان ناحیه‌ای شهرستان لس آنجلس
- پیش‌نویس:تیگران توریزیان، United States federal judge for the Central District of California

## نظامی‌گری
- آنا تر-وارتانیان، Master Chief Petty Officer در نیروی دریایی ایالات متحده آمریکا
- ارنست درویشیان، United States Army soldier و a recipient of the United States military's highest decoration، نشان افتخار، for his actions در جنگ جهانی دوم
- خاچاطور پل کاراپتیان، U.S. Navy officer در جریان جنگ داخلی آمریکا
- سم کی. هریسون، corporal در جریان جنگ جهانی دوم
- پل روبرت ایگناشیوس، served the Navy و became Assistant Secretary of Defense under President Lyndon Johnson خدمت کرد
- سو سارافیان جل، عضو Women's Auxiliary Army Corps (WAAC) personnel who served in World War II خدمت کرد
- گئورگ ژوسگالیان، U.S. Army Colonel who served World War II، جنگ ویتنام، و جنگ کره خدمت نمود.
- هری گیزیریان، Marine Corps در جریان جنگ جهانی دوم و most decorated serviceman of رود آیلند
- ژان گیزیریان، Army member در جریان جنگ جهانی دوم، جنگ کره، جنگ ویتنام and believed one of the most decorated Armenian Americans ever to serve the United States
- ویکتور ماقاکیان، Marine Corps در جریان جنگ جهانی دوم و is considered one of the most decorated American soldiers of the war
- مونته ملکونیان، فرمانده نظامی در جریان جنگ اول قره‌باغ

## موسیقی
- پیش‌نویس:دنیس آقاجانیان en، خواننده
- آناهید آجمیان، نوازنده ویولن
- مارو آجمیان، نوازنده پیانو
- الیجاه بلو آلمن، موسیقی‌دان (پسر هنرپیشه/خواننده شر)
- پیش‌نویس:روبن آلتی‌بارماکیان، موسیقی‌دان
- پیش‌نویس:لوسینه آمارا، سوپرانو
- en:Charles Amirkhanian، آهنگساز
- کی آرمن، خواننده-ترانه‌پرداز
- شاهان آرتسرونی، نوازنده پیانو کلاسیک
- جورج آواکیان، کلمبیا رکوردز executive
- en:Ara Babajian، طبل زن
- یه‌وا بگلاریان، آهنگساز
- آرا بربریان، خواننده operatic
- پیش‌نویس:کتی بربریان، آهنگساز؛ خواننده
- en:John Berberian، نوازنده عود و rock/jazz fusion موسیقی‌دان
- جان بیلزیکجیان، نوازنده عود، چندساز نواز، آهنگساز، خواننده
- Armen Boladian en:Bridgeport Music, record تهیه‌کننده، بنیانگذار Westbound Records و Sound of Gospel
- آرمن چاکماکیان، recording artist, keyboardist، آهنگساز
- شر (شریلین سارکیسیان)، خواننده و هنرپیشه
- لیلی چوگاسیان، کنترآلتو
- آنجل درادوریان، نوازنده گیتار بیس
- آرا دینکجیان، نوازنده عود
- en:Armen Donelian، موسیقی‌دان
- کالن اسرپریان، خواننده اپرا
- گغام گریگوریان، هنرمند اپرا
- هاسمیک گریگوریان، هنرمند اپرا
- ایوان گالامیان، آموزگار ویولن
- میکائیل گیولزیان، موسیقی‌دان
- پیش‌نویس:ریچارد هاکوبیان، نوازنده عود
- سیب هاشیان، طبل‌زن
- آلان هوهانس، آهنگساز کلاسیک
- Vanig Rupen Hovsepian, ببنیند: Turk Van Lake (below)
- en:Tonio K، آهنگساز
- تامار کاپرلیان، خواننده
- en:Kim Kashkashian، نوازنده ویولن
- آرت لابوئه، دی‌جی، ترانه‌پرداز، تهیه‌کننده موسیقی
- en:Ana Lenchantin، موسیقی‌دان/هنرپیشه
- پاز لنچانتین، موسیقی‌دان راک
- ادوارد مانوکیان، آهنگساز
- Haig Mardirosian، نوازنده ارگ، رهبر ارکستر، آهنگساز
- پل موتیان، موسیقی‌دان جاز
- en:Jerry Murad's Harmonicats، موسیقی‌دان
- پیش‌نویس:وازگن مورادیان، آهنگساز و نوازنده ویولن
- آرمن نالباندیان، موسیقی‌دان جاز
- بروس نازاریان، موسیقی‌دان، ترانه‌پرداز، و تهیه‌کننده موسیقی
- میکائل اومارتیان، تهیه‌کننده موسیقی
- کنستانتین اوربلیان، رهبر ارکستر و نوازنده پیانو
- کنستانتین اوربلیان، نوازنده پیانو، آهنگساز، head of the State Estrada Orchestra of Armenia
- پیش‌نویس:زابل پانوسیان، خواننده
- هاروت پامبوکجیان، خواننده پاپ
- لئون ردبون، jazz و blues artist
- گارنیک سارکیسیان، خواننده
- سیستم آو ا داون اعضاء:
  - جان دالمایان، طبل‌زن
  - دارون مالاکیان، نوازنده گیتار و vocalist
  - شاوو اوداجیان، نوازنده گیتار بیس
  - سرژ تانکیان، lead vocalist, keyboards, rhythm guitar
- en:Barry Tashian، نوازنده، ترانه‌پرداز
- پیش‌نویس:آرماند توکاتیان، خواننده اپرا
- آردو تونجبویاجیان، چندساز نواز و vocalist
- اونو تونچ، آهنگساز و arranger
- en:Turk Van Lake، آهنگساز، arranger، و jazz guitarist
- en:Richard Yardumian، آهنگساز کلاسیک

ارمنی-آمریکایی‌ها در  music
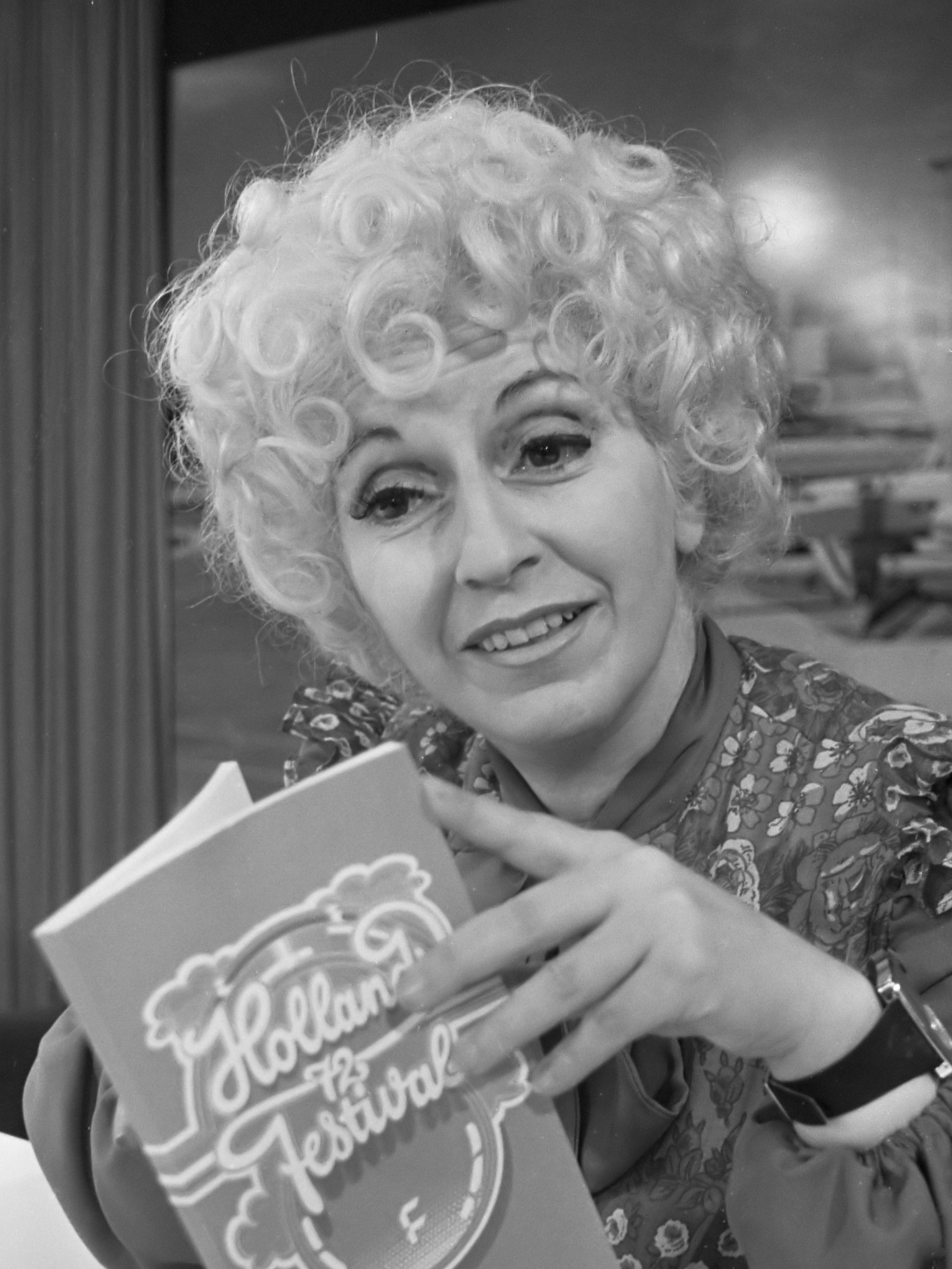
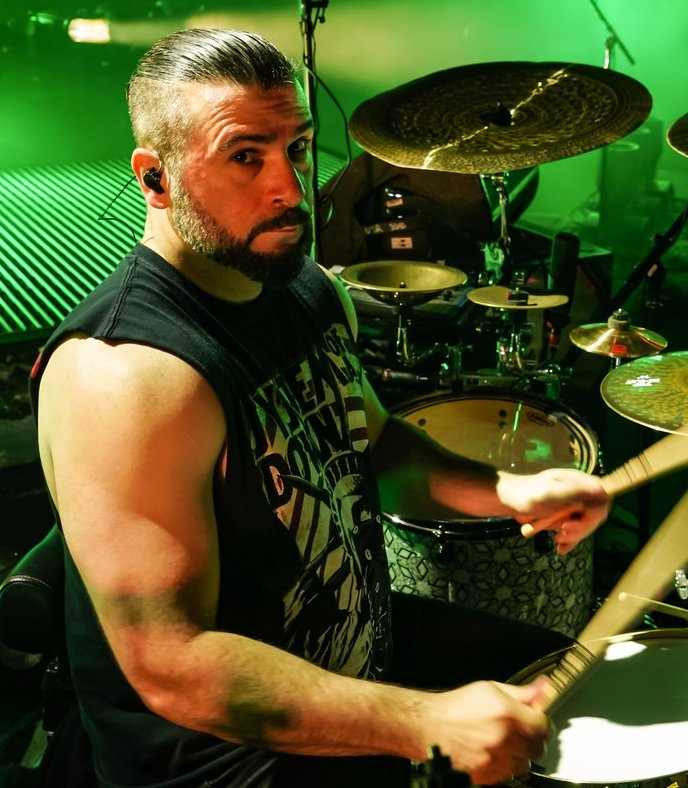
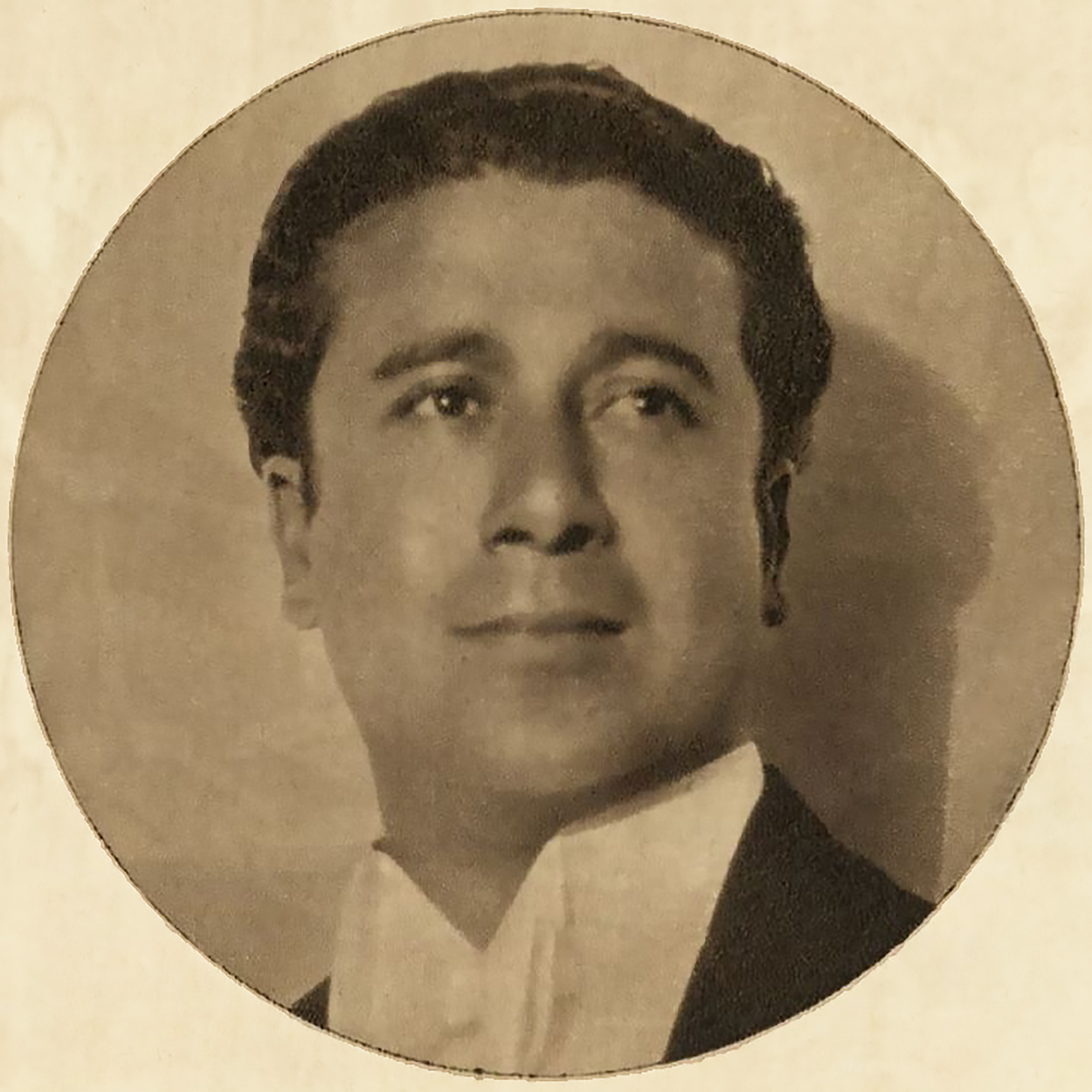
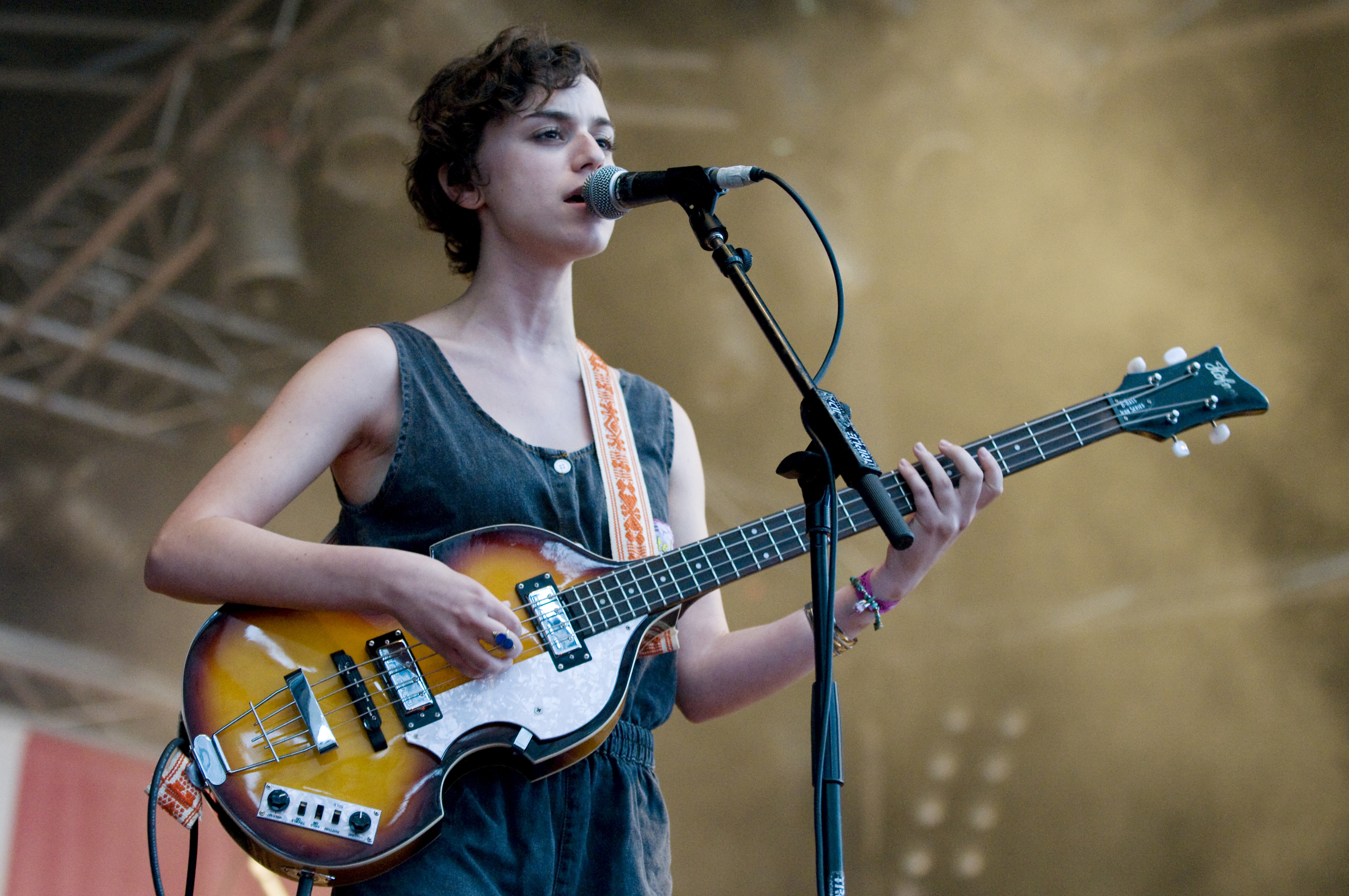
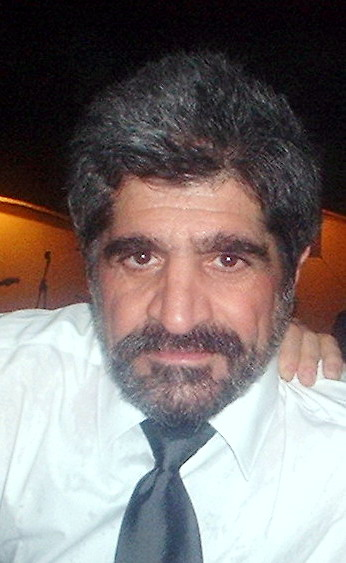
هاروت پامبوکجیان
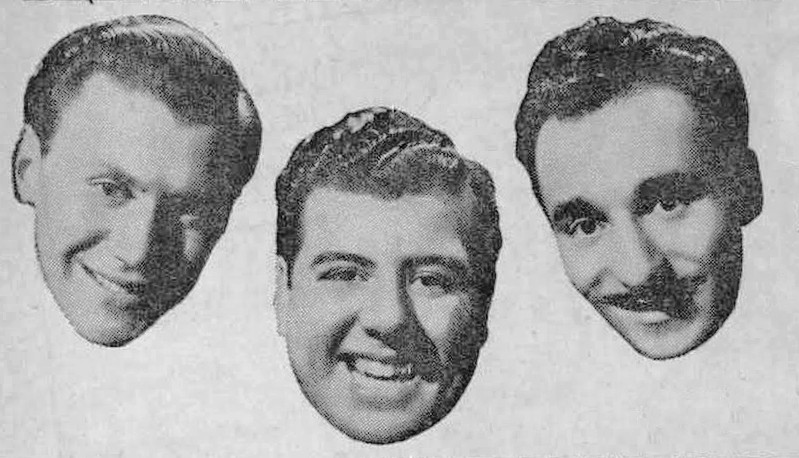

## مذهب
- تورگوم مانوکیان، اسقف‌اعظم
- روساس رشتونی، الهی‌دان مسیحی و فیلسوف The Chalcedon Foundation
- راجر یودریان، میسیونر

## علوم
- جرج آدومیان، ریاضی‌دان
- جورج آقاجانیان، استاد روان‌پزشکی، پیشگام in the area of neuropharmacology
- هاکوپ اس. آکیسکال، clinical psychiatrist, best known for his pioneering research on اختلال دوقطبی
- آرمن آلچیان، اقتصاددان
- جیمز پی باگیان، فضانورد
- Varoujan Chakarian، فیزیک‌دان، semiconductor metrology & inspection systems architect
- هری کی. داغلیان، فیزیک‌دان with the پروژه منهتن
- ریموند دامادیان، مخترع ام‌ارآی
- پیش‌نویس:موسس هوسپیان، پزشک و humanitarian aid worker
- آلبرت کاپیکیان، virologist و پیشگام in vaccine development for روتاویروس
- وارازدات کازانجیان، بنیانگذار modern practice of جراحی پلاستیک
- پیش‌نویس:هامپار کیلیکیان، پیشگام orthopedic-surgeon
- ادوارد کنوجیان، the father of microelectronics;[۴۰] طراح of the world's first solar-powered, pocket-sized radio transmitter
- جک کورکیان، آسیب‌شناس
- لئونید خاچییان، ریاضی‌دان
- ادوارد خانتزیان، early pioneer in the psychological understanding of addictions
- جان ناجاریان، پیشگام transplant surgeon
- روبرت نالباندیان، شیمی‌دان
- پیش‌نویس:آلکس سوانیان، داروشنس مولکولی، پیشگام in free radical research
- پیش‌نویس:هرایر شاهینیان، pioneer in microsurgical techniques of the brain[۴۱]
- لوتر جرج سیمیجیان، مخترع
- آوی توانیان، پژوهشگر سیستم‌های عامل

ارمنی-آمریکایی‌ها در  sciences
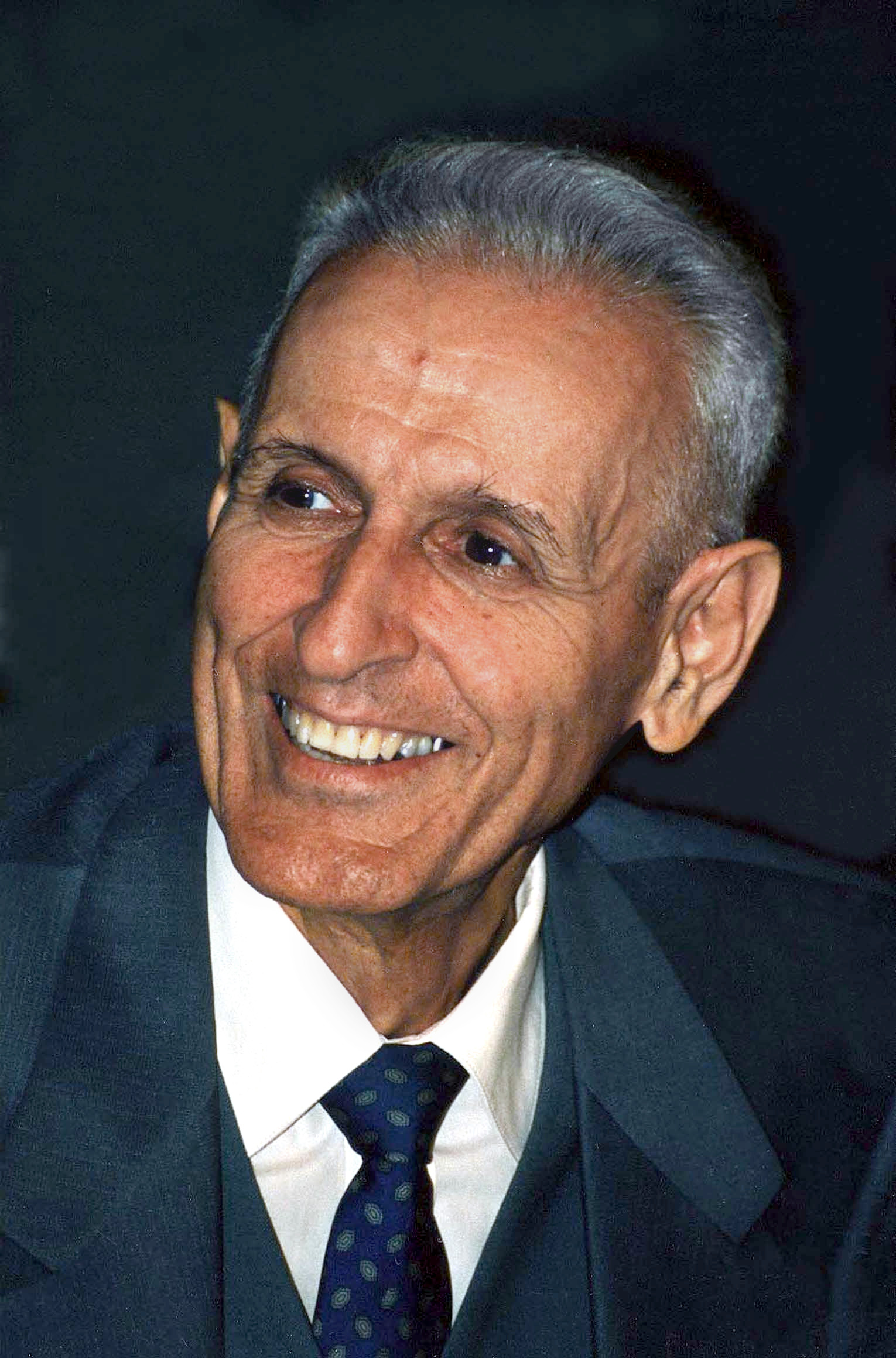
جک کورکیان
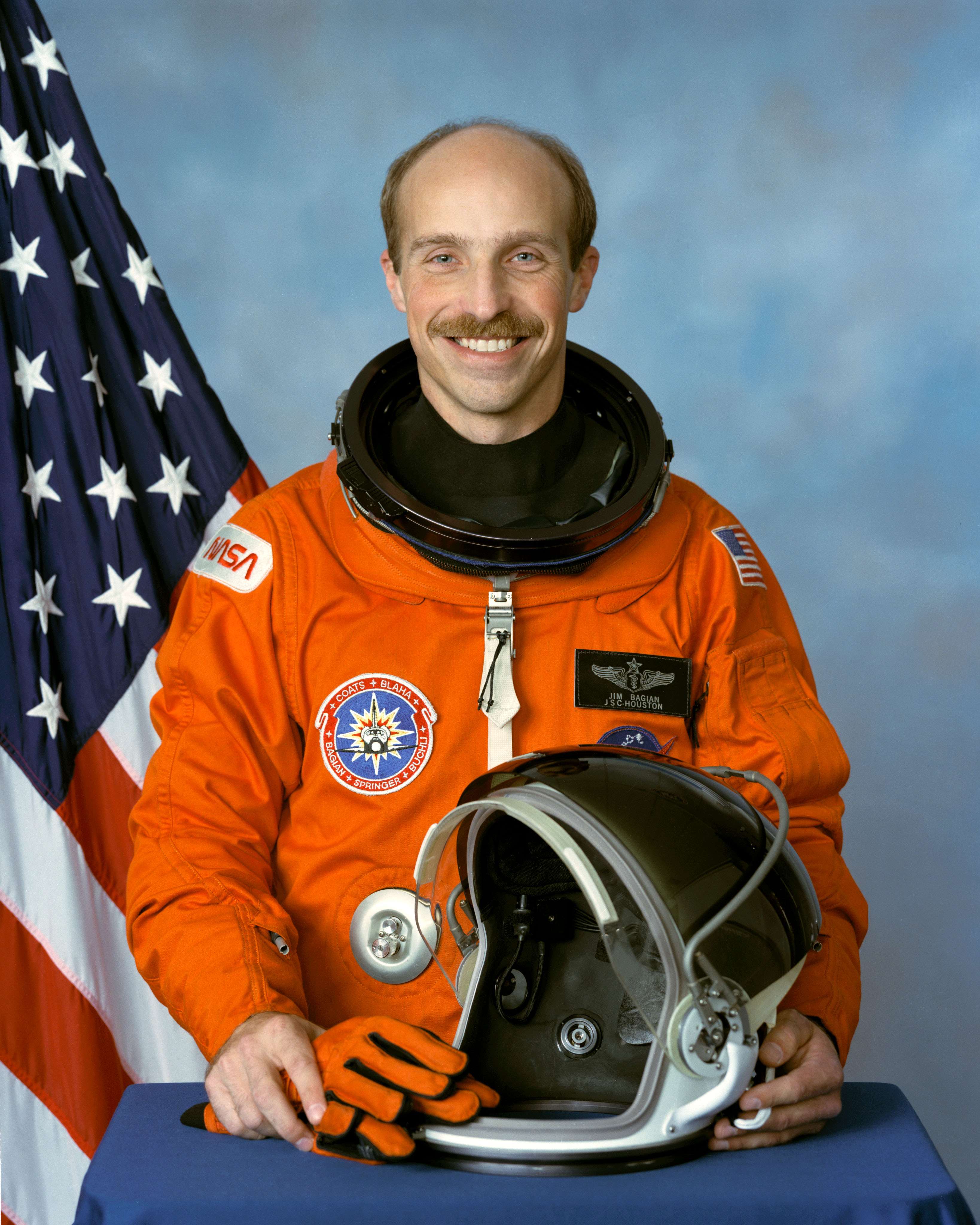
جیمز پی باگیان
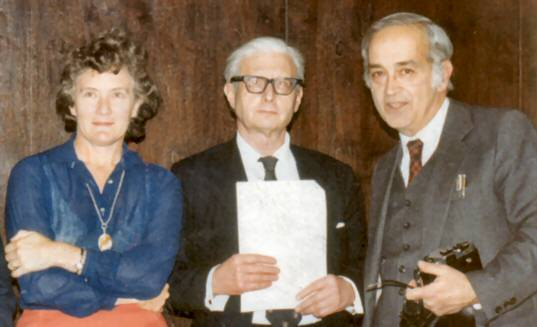

## ورزش
- تاتو آبراهامیان، شطرنج‌باز[۴۴]
- فرد آقاباشیان، حرفه‌ای racer
- بن آقاجانیان، بازیکن حرفه‌ای فوتبال آمریکایی
- جی. سی. آقاجانیان، motorsports promoter
- آندره آغاسی، تنیس‌باز حرفه‌ای
- امانوئل آغاسی، بوکس پیشین المپیک و مربی former Olympic boxer و coach
- en:Andy Bakjian، تالار مشاهیر track و field official و مؤلف on the subject
- کام پتروسیان، MLB pitcher; his father is استیو پتروسیان
- استیو پتروسیان، ۱۹۸۷ en:Cy Young Award winner for the Philadelphia Phillies
- زک بوغوسیان، بازیکن حرفه‌ای هاکی روی یخ
- پیش‌نویس:گوکور چیوچیان، جودوکا، grappler و trainer
- داو کوسکونیان، بازیکن فوتبال
- ویک دارچینیان، بوکسور حرفه‌ای
- ترنت ادواردز، بازیکن فوتبال آمریکایی حرفه‌ای
- آلکو اسکندریان، حرفه‌ای soccer player[۴۵]
- آندرانیک اسکندریان، بازیکن فوتبال
- چاک یسگیان، حرفه‌ای بازیکن بیس‌بال
- مانول گامبوریان، هنرهای ترکیبی رزمی fighter
- بلکی گجیان، race car driver و race car builder
- برایان گورجیان، مربی en:Sydney Kings
- تیم کیورکجیان، sports analyst on ای‌اس‌پی‌ان
- بابی مانوکوف (رابرت مانوگیان جونیور)، کشتی‌گیر
- هری تی. مانوکیان جونیور، مالک پیشین بوستون سلتیکس و en:Memphis Rogues
- Pete Mangurian, offensive line coach of تمپا بی بوکانیرز
- دان مانویکان، بازیکن فوتبال آمریکایی حرفه‌ای for Oakland Raiders
- وانس مارتیروسیان، بوکسور حرفه‌ای
- گغارد موساسی، هنرهای رزمی ترکیبی و کیک‌بوکسور هلندی
- یورا موسیسیان، لیگ برتر فوتبال ایالات متحده آمریکا قهرمان همراه رئال سالت لیک و Armenia National Football Team player
- کارو پاریسیان، fighter هنرهای رزمی ترکیبی
- آرا بارسقیان، سرمربی تیم فوتبال آمریکایی نوتردام
- سث رالینز، کشتی‌گیر حرفه‌ای
- استیو سارکیسیان، سرمربی تیم فوتبال آمریکایی دانشگاه تگزاس
- آستین صفریان-جنیکنز، لیگ ملی فوتبال player
- جری تارکانیان، college basketball coach, known for his time در UNLV; عضو تالار مشاهیر بسکتبال
- Mark Vartanian، کشتی‌گیر حرفه‌ای
- کارو یپرمیان، حرفه‌ای football placekicker

ارمنی-آمریکایی‌ها در  sports
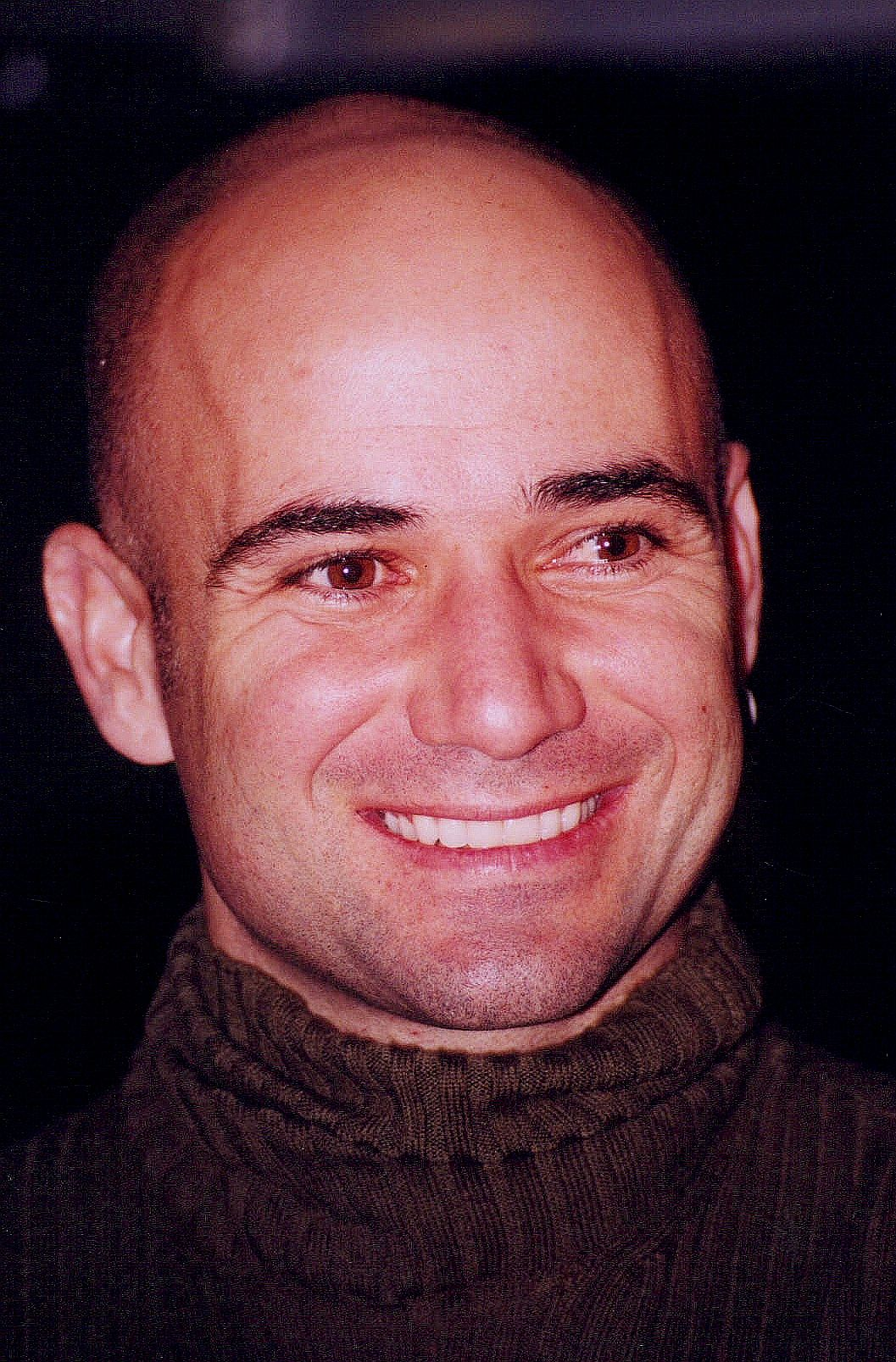
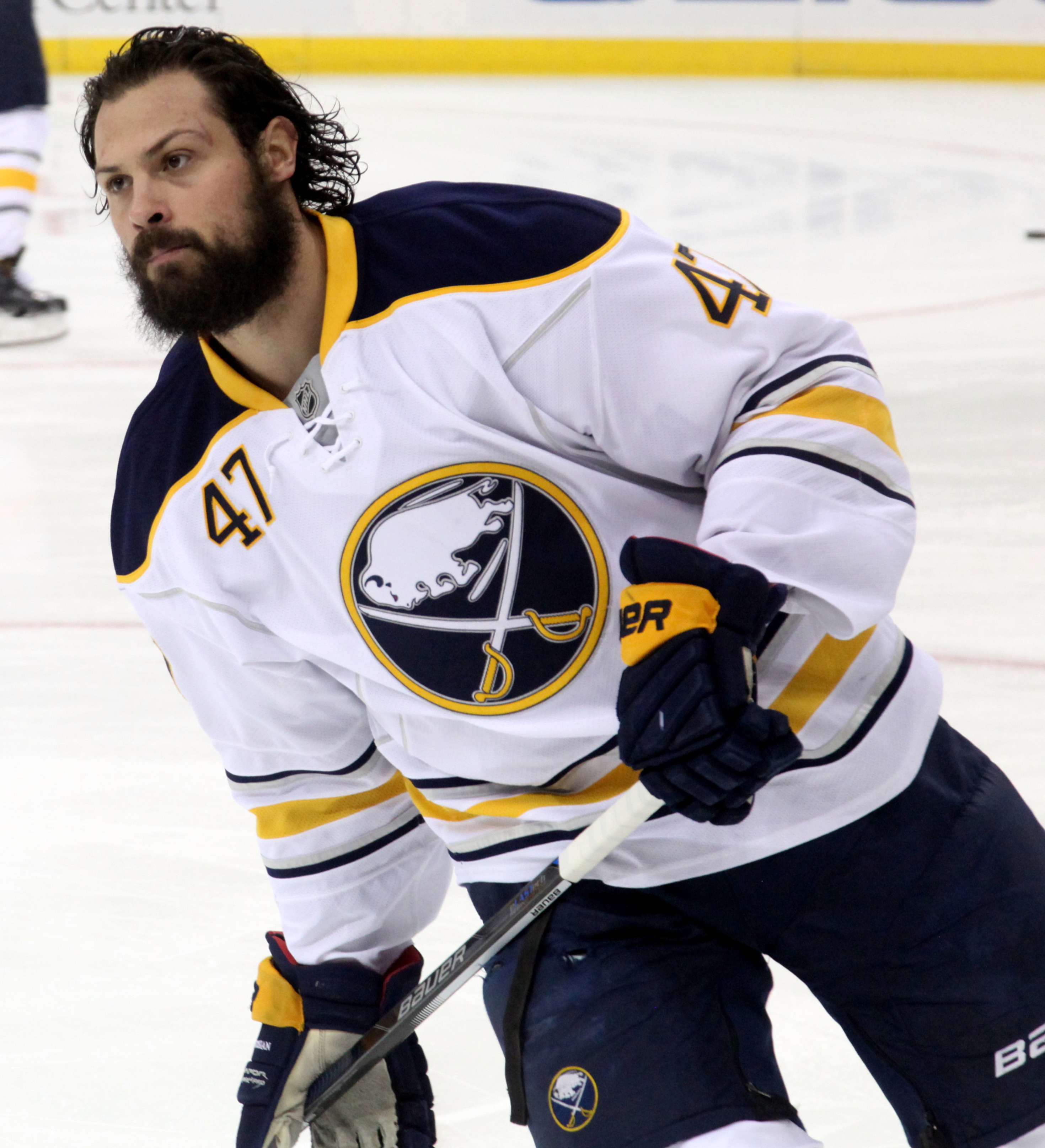
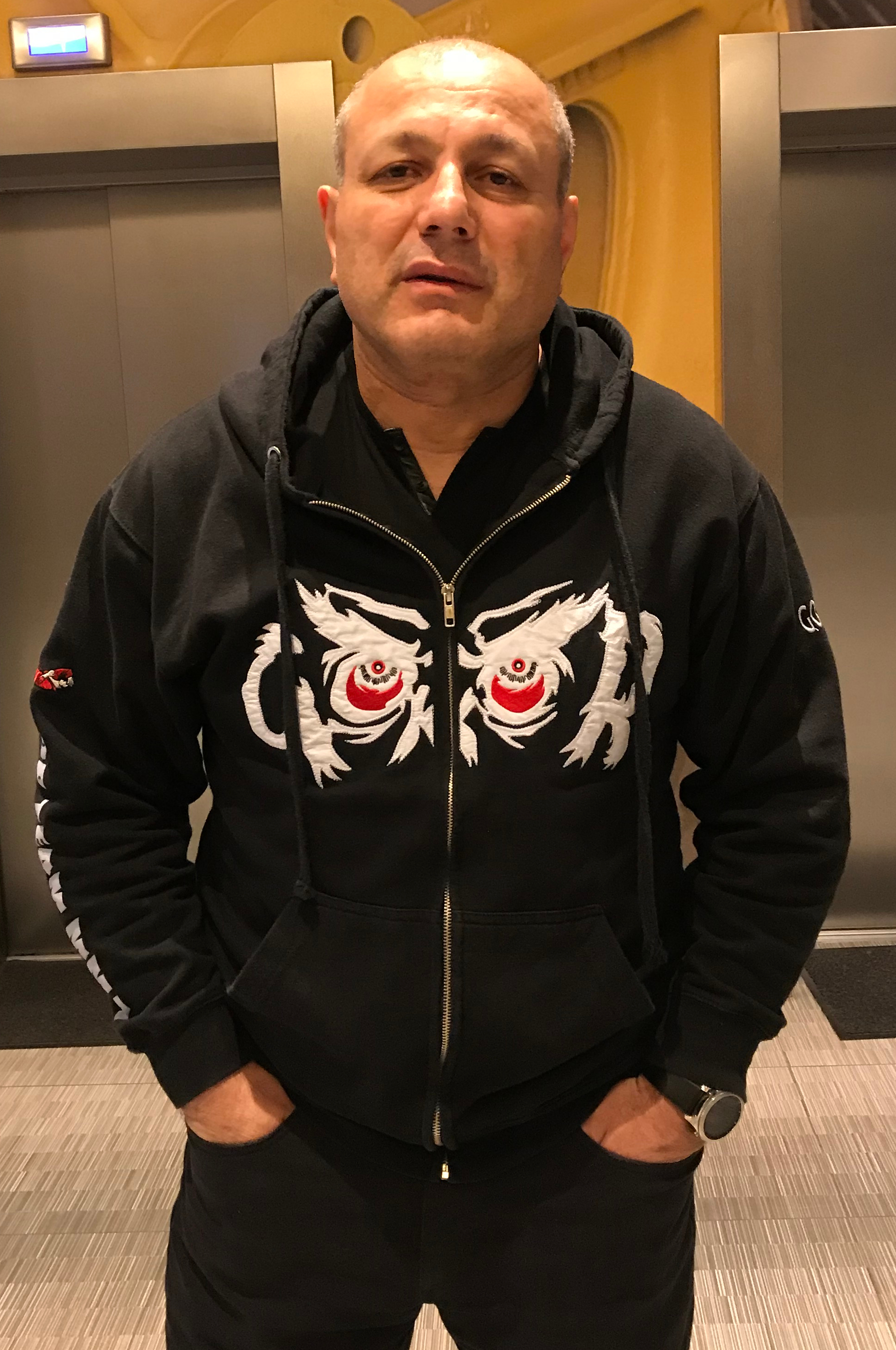
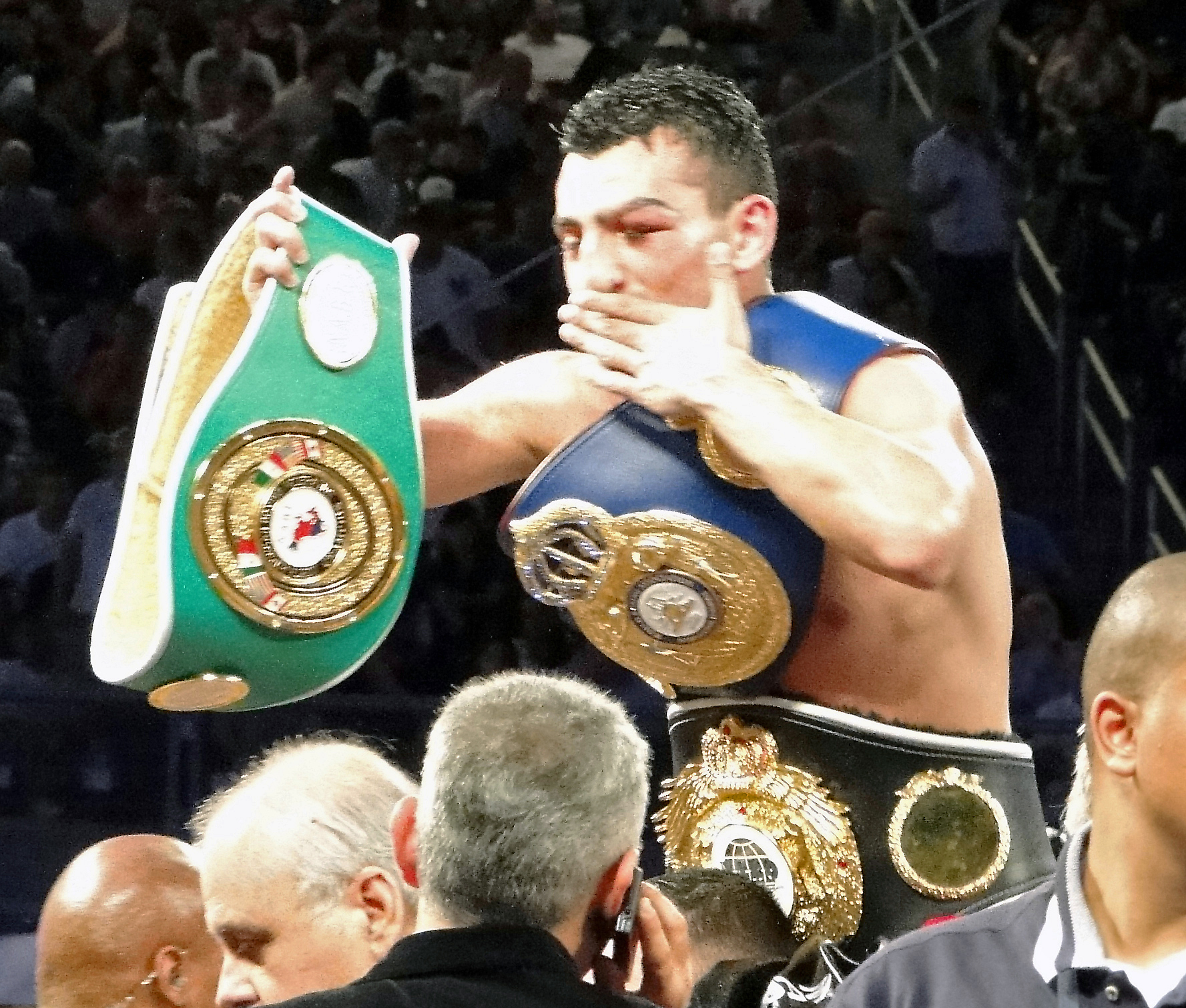
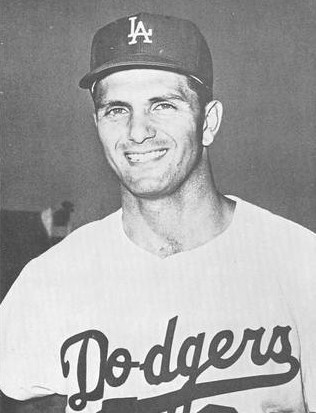
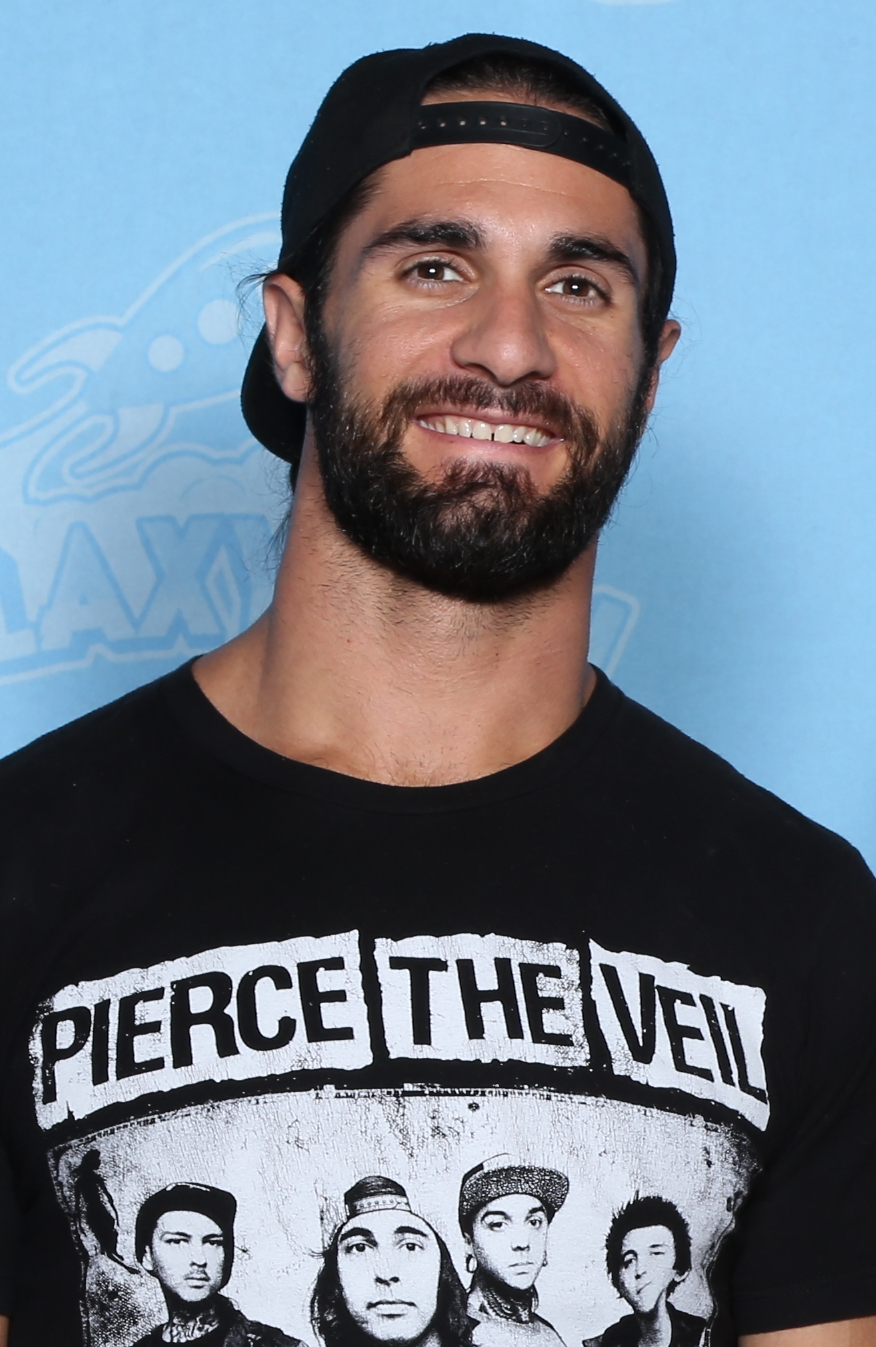

## نویسندگان، ادبیات، نمایش‌نامه‌نویسان
- ماری رز آبوسفیان، نویسنده، نمایش‌نامه‌نویس و academic
- مایکل آرلن، رمان‌نویس
- بن باغدیکیان، نویسنده سیاسی
- پیتر بالاکیان، شاعر، نویسنده و academic
- داویت بارسامیان، radio broadcaster و نویسنده
- ای.آی. بزریدس، رمان‌نویس
- کریس بوهجالیان، رمان‌نویس
- گری براور، نویسنده ادبیات داستانی
- مایکل کیسی، شاعر
- آلیسا کیراکوسیان، نویسنده، برنده جایزه نوبل
- آرام هایکاز، نویسنده
- پیش‌نویس:مارجوری هوسپیان دوبکین (۱۹۲۲–۲۰۱۳)، استاد در کالج بارنارد و مؤلف.
- نانسی گریگوریان، شاعر و مؤلف
- Oksana Marafioti، نویسنده
- آرتور نرسسیان، رمان‌نویس، نمایش‌نامه‌نویس، و شاعر
- Peter Orullian، نویسنده
- مدکس، طنزپرداز
- Josh Pahigian, baseball writer و رمان‌نویس
- آرام سارویان، رمان‌نویس
- ویلیام سارویان، نمایش‌نامه‌نویس برنده جایزه پولیتزر، مؤلف
- جرج استامبولیان، چهره کلیدی در اوایل جنبش ادبی ال‌جی‌بی‌تی در نیویورک
- هراگ وارطانیان، ستون‌نویس
- تامس وودز، نویسنده سیاسی و مؤلف